# プロジェクトセカイの登場人物
- プロジェクトセカイ カラフルステージ! feat. 初音ミク > プロジェクトセカイの登場人物
- ピアプロキャラクターズ > プロジェクトセカイの登場人物

プロジェクトセカイの登場人物（プロジェクトセカイのとうじょうじんぶつ）では、セガ、Colorful Palette、クリプトンによるメディアミックス企画『プロジェクトセカイ カラフルステージ! feat. 初音ミク』の登場キャラクターについて記述する。

## 概要
本作にはバーチャルシンガー（ピアプロキャラクターズ）と20名のオリジナルキャラクターが登場する。各ユニット4名ずつに分類されており、それぞれ、バンドユニット「Leo/need」、アイドルユニット「MORE MORE JUMP！」、ストリートユニット「Vivid BAD SQUAD」、ショーユニット「ワンダーランズ×ショウタイム」、正体不明の音楽サークル「25時、ナイトコードで。」に分類される。
セカイはオリジナルキャラクターたちの想いで作られた場所である。しかし、例外として「ワンダーランズ×ショウタイム」のセカイは天馬司、「25時、ナイトコードで。」のセカイは朝比奈まふゆと、それぞれ個人の想いからセカイが誕生しており、他のメンバーはそのセカイに招かれた形となっている。そのため、セカイの変化も司やまふゆの心境の変化によって変わる部分が大きい。一方で、まふゆのセカイでは、絵名の心境の変化によって鏡音リンが姿を現すなど、招かれたメンバーの想いが影響している部分も存在する。
プレイヤーは序盤に登場する「初音ミク」以外と直接接触することは一切なく、現実世界とも各セカイとも違う別の空間からキャラクターたちを見守る存在となっている。

## バーチャル・シンガー
『セカイ』においては「セカイのミクたち」として登場する。セカイごとに人格に大きな違いがあり、とくに初音ミクに関しては姿や髪の色まで全てが異なっている。そのため、セカイごとのバーチャル・シンガーは同じ名前でも全く別の存在として描かれる。
また、作中の現実世界では実在の世界と同じ定義で（ソフトウェアとして）存在している。しかし、この要素を細かく描くとメタ的な要素が濃くなるため意図的に細かい説明まではされていない。ただし、イベント『Live with memories』ではストーリー内にて実在の世界におけるバーチャルシンガーソフトウェアとしての『初音ミク』の存在に本格的に触れられており、作中の現実世界におけるミクの存在や主人公の星乃一歌がミクのソフトウェアを購入する姿が描かれている。
各セカイに登場するバーチャル・シンガーは序盤は決められたメンバーのみ登場するが、物語が進行していくと他のバーチャル・シンガーとの交流も可能となる。ゲーム内でのバーチャルシンガーの声はクリプトン社のテクノロジーを使用した音声が使用されており、声優による音声収録は行われていない。ゲーム内・公式サイトでは音声ソース提供者が「ORIGINAL CV」としてクレジットされている。
初音ミク
声：藤田咲
誕生日：8月31日、身長：158cm
はつらつとした明るく可愛い歌声が特徴の少女バーチャル・シンガー。歌うジャンルは多種多様であり、バーチャル・シンガーの中でも世代を問わずに名前を知られている。
教室のセカイのミク
一歌たち4人の想いから生まれた「教室のセカイ」に住むミク。歌以外に演奏も大好きであり、一歌たちにも演奏を教えることがある。一歌たちに対しては先輩らしさを見せようと自信に満ちた態度で接することが多いが、実は少し背伸びをしており、裏でこっそりと練習をしている。一歌たちに何を教えられるのか悩むなど、セカイのミクたちの中でも一番年相応の少女らしい一面を見せる機会が多く、そのことを知っているルカにからかわれることも多い。また、後輩のリンにも「ミクぴょん」と呼ばれるなど、周囲から弄られることも。一歌との結びつきは強く、お互いに強く信頼しあう関係である。
ステージのセカイのミク
みのりたち4人の想いから生まれた「ステージのセカイ」のミク。セカイのミクたちの中でも一番見た目が「初音ミク」に近いデザインになっている。明るく前向きであり、ファンのためを一番に想いながら歌い続けている。ファンサやダンスなども完璧にこなすなどアイドルとしての実力は高い。
ストリートのセカイのミク
こはねたちの想いから生まれた「ストリートのセカイ」のミク。大人びた雰囲気とサバサバした姉御肌な性格をしている。言葉は端的なことが多いが、向き合うべきことにしっかりと向き合わせてくれる優しさも持つ。普段はMEIKOの店に入り浸りコーヒーを飲んでいることが多いが、たまに店を手伝うこともある。歌やスポーツなど何でもそつなくこなす器用さがある一方、料理が苦手であり、その不器用さはMEIKOが包丁を持たせないほど危険でサンドイッチを作るのにも一苦労している。ミク自身は自身が料理が下手であることに気が付いていない。
ワンダーランドのセカイのミク
司の想いから生まれた「ワンダーランドのセカイ」のミク。KAITOが座長を務める劇団の一員。常にハイテンションで突拍子の無い行動をしている。楽しそうなことはとにかく何でもやってみる性格で、そのぶっ飛びがちな行動にKAITOは振り回されている。しかし、その行動は全てみんなを笑顔にするという目的がある。えむと特に仲がよく、一緒に行動している場面が多い。
誰もいないセカイのミク
まふゆの想いから生まれた「誰もいないセカイ」のミク。淡々とした性格で無機質な雰囲気をみせているが、実際は感情の現し方がわからないだけであり、知らないことに対して好奇心をみせることも多い。まふゆと行動を共にすることが多く、話すのが得意ではない代わりに、まふゆのそばに静かに寄り添っている。瑞希の持ち込むお菓子や服など、色々なものを宝物として大事にしている。まふゆとは違い味覚などもあり、彼女に代わり味を教えようとする場面も見られた。
閉ざされた窓のセカイのミク / 開かれた窓のセカイのミク
『劇場版 プロジェクトセカイ 壊れたセカイと歌えないミク』より登場。
鏡音リン
声：下田麻美
誕生日：12月27日、身長：152cm
大きなリボンが特徴の少女バーチャル・シンガー。鏡音レンとは兄妹ではないがツインボーカルとして一緒に歌を奏でることが多く、2人1組で認知されることも多い。キュートでチャーミングな歌声が特徴。
教室のセカイのリン
『Unnamed Harmony』より登場。
ミクたちとバンドをしている。お調子者であり咲希と一緒に女子高生らしい様々なことで盛り上がっている様子が見られる。あまり真剣ではないように見えて、じつはみんなが元気になれるように率先して行動する場面も多い。
ステージのセカイのリン
駆け出しのアイドル。キュートな愛らしさが特徴であり、アイドルであることを楽しんでいるが、時折自身の不甲斐なさを感じることもある。しかし、ファンに希望を届けるために努力を続ける姿は愛莉に影響を与えている。
ストリートのセカイのリン
リリース記念ガチャのサイドストーリーにて初登場した。鏡音レンの相棒。DJについても勉強している。明るく元気な一方でわがままな面も見られ、相棒のレンと喧嘩することも多い。喧嘩した時には彰人や冬弥に頼ることもある。
ワンダーランドのセカイのリン
ウェルカムライブ[ワンダーランズ×ショウタイム] にて初登場した。『響くトワイライトパレード』からレンに誘われて KAITOの劇団に入り本格的に活躍するようになった。明るくの邪気な性格。元はセカイの様々な場所でショーをして回っていた。
誰もいないセカイのリン
『満たされないペイルカラー』より登場。
絵名の悲痛な叫びに呼応するようにセカイに現れたリン。気だるげでぶっきらぼうであり、常につんつんとした態度をとっている。しかし、実は寂しがりやであり、その性格から他人の弱さに寄り添うこともできる。普段は絵名と行動を共にすることが多いほか、瑞希やルカに遊ばれたりからかわれている場面も多い。
鏡音レン
声：下田麻美
誕生日：12月27日、身長：156cm
短く後ろに結ばれたブロンドヘアが特徴の少年バーチャル・シンガー。リンとはツインボーカルとして認知されることが多い。芯のあるパワフル歌声が特徴的で、感情表現の豊かさも兼ね備えている。
教室のセカイのレン
『揺るがぬ想い、今言葉にして』より登場。教室のセカイに最後に現れたバーチャル・シンガー。一人称は「オレ」。「相手のためを思うなら時にはぶつかることも必要」という考えを持ち、無理をするリンと喧嘩をすることもあった。その考えは穂波に大きな影響を与えている。
ステージのセカイのレン
『ハッピー・ラブリー・エブリデイ！』より登場。アイドルの一人として活動をしており、ダンスからファンサ、時には企画まで様々なことをこなす。一人称は「僕」。一時期は活動を停止して企画に集中していたが、ある時を境にみのりやミクたちに合流して活動を再開する。
ストリートのセカイのレン
MEIKOのカフェの常連。一人称は「オレ」。KAITOからDJの技術を学んでいるが、普段真面目には見えないKAITOの姿に飽きれている場面も。生意気なところもあり相棒のリンと喧嘩をすることも多い。喧嘩をしたときは彰人や冬弥を頼ることもある。
ワンダーランドのセカイのレン
リリース記念ガチャのサイドストーリーにて初登場。イベントでの登場は『全力！ワンダーハロウィン！』からになっている。KAITOの劇団の一員。素直かつ無邪気な性格。一人称は「ボク」。みんなを笑顔にするために様々なショーを提案して取り組んでいる。KAITOの劇団にリンを誘った張本人。
誰もいないセカイのレン
「迷い子の手を引く、そのさきは」から登場。内気で引っ込み思案な性格であり表に出たがらない。普段はミクの後ろに隠れていることが多い。最近になっては会話など慣れてきているように見える。あやとりをしていることが多い。一人称は「ぼく」。まふゆの想いを守ろうと必死になったり、瑞希のことをよく気にかけたり、みんなに贈り物をしようと考えたり、周りのことを見れる心の優しい持ち主。デッサンやカエルのぬいぐるみなどに興味を持ったり、ババ抜きが弱いという子供らしい一面もある。
巡音ルカ
声：浅川悠
誕生日：1月30日、身長：162cm
ピンクのロングヘアに大人びた見た外観が特徴の女性バーチャル・シンガー。落ち着いた柔らかい歌声が特徴だが、時には情熱的な歌声を聴かせることもある。また、バイリンガルでもあり英語で歌う場面も多い。
教室のセカイのルカ
ミクとバンドをしており、ミクにとっても良き先輩の一人。ミクのことは背伸びしたがりのかわいい後輩と思っており、彼女をからかうことも多いためミクから文句を言われる場面も。誰に対しても気遣いや優しさを見せており、演奏以外にもプライベートな相談にも真剣に答えてくれる。その姿に咲希や志歩が助けられたことも多い。
ステージのセカイのルカ
『Color of Myself!』より登場。清楚な雰囲気を纏う大人びたアイドル。しかし、実はお茶目な一面を持っており、その少し抜けた性格は周囲を驚かせることも。しかし、緊急時には的確なアドバイスをすることができ、それが雫や愛莉を救うこともあった。アイドルとしての実力は高く、歌もダンスも完璧にこなすトップアイドルである。
ストリートのセカイのルカ
当初はバーチャルライブのみ登場。イベント『Same Dreams,Same Colors』より本格的にイベントストーリーに登場する。初期のころからセカイに滞在しており、こはねたちともそのころから交流はあったが、本人がセカイを回る旅に出たために、長らく誰もその姿を見かけなかった。MEIKO曰く「KAITO並みにフラフラしている」。自由人であり、自分の思うがままに行動するが、悩む人に対しては親身にアドバイスすることもある。
ワンダーランドのセカイのルカ
『天馬さんちのひな祭り』より登場。KAITOの劇団の一員。常に眠そうな様子を見せており、時には立ったままその場で寝てしまうという離れ業を見せている。そのため、MEIKOからはよく叱られている。ただし、寝ていても会話は聞こえている様子であり、寝言で返事をしている。マイペースなのんびり屋にも見えるが、一方で周囲が危機的な状況であったり、深く悩んでいる時には眼が冴えた状態となり的確にアドバイスをしてくれる場面もある。
誰もいないセカイのルカ
カーネーション・リコレクションより登場。奏のある事情に呼応するかのようにセカイに現れた。優雅で穏やかな雰囲気を纏っているが、謎めいた助言をすることが多い。その助言は時に互いの関係性を壊してしまうような過激ともとれるような内容も多く、相手が指摘されたくない部分を突きつける手段を選ばない一面を見せる。そのやり方を気に食わないMEIKOからは「考え方が相容れない」といわれているが、本人は「関係性を壊すことも大事」という考え方を変える気はない。
MEIKO
声：拝郷メイコ
誕生日：11月5日、身長：167cm
栗色のショートボブが特徴の大人な女性バーチャル・シンガー。安定感のある歌唱力と、女性ならではの優しく温かみのある歌声を持つ。
教室のセカイのMEIKO
『揺れるまま、でも君は前へ』より登場。
他のバーチャルシンガーと共にバンドをしており、主にドラムをメインとする。明るく爽やかで周囲を引っ張っていくリーダータイプ。バンドの部長的存在であり、ルカと共に一歌たちだけでなく、ミクやリンも見守っている。同じドラムの穂波から相談を受けることもあり、彼女が自身の悩みに一つの答えを得るきっかけを作る。
ステージのセカイのMEIKO
『頑張るあなたにBreak Time!』より登場。
ベテランアイドルの一人。芯の強い性格だが我が強いわけではなく、気遣いの溢れるトークで周囲を自然と和ませる。曲に関してもキュートな曲からクール系まで幅広い曲調をこ
なす。
ストリートのセカイのMEIKO
セカイにあるカフェ「crase café（クレースカフェ）」のマスター。穏やかで落ち着いた正確であり、こはねたちだけでなく、バーチャル・シンガーたちの相談にもよく乗っている。常連のミクと一緒にいることが多く、彼女に店番を任せることもあるが、料理に関してだけは不安な面持ちで見守っている。KAITOに対しては、よくつまみ食いなどをしているため叱ることも多いが、DJとしての実力に関しては信頼している。
ワンダーランドのセカイのMEIKO
『聖なる夜に、この歌声を』より登場。KAITOの劇団の一員。パワフルな性格をしており、やることも豪快なことが多い。強引なところもあり、ミクと一緒にKAITOを振り回すが、悩みを持つ人たちをぐいぐいと引っ張ってくれる姉御肌な様子も見られる。いつも寝ているルカの御守をすることも多く、彼女といるときはツッコミ役になることが多い。
誰もいないセカイのMEIKO
『シークレット・ディスタンス』より登場。瑞希の秘密の想いに呼応するようにセカイに現れる。冷静で思慮深い性格。周囲と距離をとっている様子から冷たく無関心にも取られることがあるが、これはまふゆや瑞希の悩みを客観的にとらえるための行動である。瑞希の秘密について特に関心を示しており、周囲を揺さぶるルカとはよく衝突している。また、瑞希を救おうとしている絵名へもアドバイスをしている。
KAITO
声：風雅なおと
誕生日：2月17日、身長：175cm
ダークブルーの髪と青いロングマフラーが特徴の男性バーチャル・シンガー。清涼感のある歌声で厚みのある低音から伸びのある高音まで、幅広い楽曲を歌い分ける。
教室のセカイのKAITO
『Knock the Future!!』より登場。大人しく寡黙で、一見人見知りにも感じられる性格。しかし、楽器を通して周囲に感情を伝えることに長けている。一人称は「俺」。一歌に対して様々なアドバイスをすることも。
ステージのセカイのKAITO
『MORE MORE Making Xmas』より登場。ミクたちと同じアイドルであり、マネージャー、プロデュース、演出なども兼業してい
る。一人称は「僕」。本人は裏方をやることも大好きであり、アイドルと両立して活動している。裏方もやっているからこそ、スタッフ視点でアイドルを支える気持ちに寄り添うことができ、KAITOの考えが遥の悩みを解決する手助けになった。
ストリートのセカイのKAITO
『STRAY BAD DOG』より登場。MEIKOのカフェに時折ふらっと現れる。一人称は「ボク」。ノリが軽く抜けているところもあり、DJの弟子であるレンや彼の相棒のリンにツッコまれたり、MEIKOの店のアイスなどを勝手に食べて叱られるなど、だらしない面が目立つ一方、DJとしての実力はプロ並みであり、豊富な音楽知識は彰人たちに影響を与えることもある。また、コーヒーを入れることに関してはMEIKOも認める腕前を持つ。
ワンダーランドのセカイのKAITO
バーチャル・シンガーとぬいぐるみたちによる劇団の座長を務める。一人称は「僕」。明るく突拍子もないメンバーが揃う劇団の中でも真面目でしっかり者、しかしユーモアもある大人な男性であり、癖の強い劇団をまとめる。しかし、ミクたちの行動に振り回されることも多い。司や類にとっては演劇に関して頼れる存在となっており、アドバイスを求めることも多い。
誰もいないセカイのKAITO
『イミシブル・ディスコード』より登場。
一人称は「俺」。無機質だったり、淡々としていたり、底が知れなかったりと、誰もいないセカイのバーチャルシンガーの中でもひと際異彩を放っており、荒々しい口調と激情を顕にしている。奏やまふゆが想いを殺そうとした際には荒々しい口調ではあるがアドバイスをしたりする。ルカのミステリアスな言動には呆れることが多い。時折アイス好きである描写がされることもある。

## Leo/need
Leo/need（レオニード）は、渋谷にある宮益坂女子学園に通う幼馴染の女子高生4人で結成されたバンドユニット。略称は「レオニ」。ジャンルは「バンド」。セカイのモチーフは学校の教室。セカイに居るバーチャルシンガーは初音ミク、巡音ルカ、MEIKO、鏡音リン、鏡音レン、KAITO。
かつてはお互いにすれ違い、バラバラになってしまっていたが、その苦難を乗り越え結成された。
「Leo/need」のコンセプトについて本作のメインライターである桝井は「等身大の普通の女子高生たちを描く」ことを念頭に置いている。そのため物語としては、大きな出来事が起きてそれを乗り越えていくという壮大な物語は想定されておらず、幼馴染たちとの友情や関係性で悩み、ときには喧嘩し、時には相談し合いながら困難を乗り越える姿を描くことが重視されている。そのため、起きる事件も友人関係などにフォーカスされ、ファンタジーのような人生を変える大きな問題に直面するわけではないが、彼女たちにとっては同じぐらい重要で真剣な悩みを抱えており、それをどう変えていくかを描いている。なかでも最初の物語のテーマは「心のすれ違い」であり「本当は一緒にいたい」という気持ちを伝えたいけど言うことができない、女の子同士の間で起きる「言える」「言えない」などの感情表現を描いている。この感情表現が読み手側に不快感を与えてしまいキャラクターが嫌われてしまうような事態にならないようにシナリオ作成段階で微調整を繰り返しており、桝井は本ユニットが5ユニットのうちで2番目にシナリオを作成するのが難しいユニットだったと語っている。
なかでも主人公の一歌は、「自分がこれからどうしたいのか」を決められず、それが分からないまま何となく進んでしまってきた今時の若者として描かれており、そんな一歌がミクに背中を押されることで、自分の中の新しい一歩を踏み出すという物語の構成となっている。
星乃 一歌（ほしの いちか）
声：野口瑠璃子
誕生日：8月11日、身長：162cm、学校：宮益坂女子学園、クラス：2-A
宮益坂女子学園に通う高校2年生。Leo/needのギター・ボーカル担当。オリジナルキャラクターの中でも本作全体の主人公としてキービジュアルや宣伝広告などに描かれることが多い。見た目はクールだが、実際は友人想いの心優しい少女である。
とある事情から穂波と志歩との関係に溝ができていた。そんなとき、一歌がデバイスに無名の楽曲「Untitled」を見つけたことで物語が動き出す。
初音ミクが大好きで、幼いころから父親に譲られたギターでミクの楽曲を演奏しながら歌っていた。名前の由来は歌が好きで出会った両親（声：名塚佳織（母）、野島裕史（父））が「ひとつのうたで出会い授かった子」であったことから一歌と名付けられた。
「25時、ナイトコードで。」のまふゆは学校の先輩であり、同じく学級委員を務めていることから交流がある。また、「MORE MORE JUMP!」の桐谷遥とは同じクラスの友人同士。「ワンダーランズ×ショウタイム」の寧々の歌声を聞いてから彼女に師事しており、空いた時間で歌唱を教わっている。「Vivid BAD SQUAD」のこはねのことは志歩と同じクラスの女の子という認識であったが、一歌がストリートで歌い始め、人前で声が出ず悩んでいた時に偶然、彼女の路上ライブパフォーマンスを見てどうすればよいのかを相談する。その結果、ストリートで歌うことができるようになり歌にも自身が付いたことでこはねとの交流を持つようになる。
趣味はミクの歌を聴く事と育てているサボテンを眺めること。特技はりんごの皮むき。好きな食べ物は焼きそばパンで嫌いな食べ物はグリーンピース。苦手なことは絶叫アトラクションに乗ること。
天馬 咲希（てんま さき）
声：礒部花凜
誕生日：5月9日、身長：160cm、学校：宮益坂女子学園、クラス：2-B、兄：司
宮益坂女子学園に通う高校2年生。Leo/needのキーボード担当。
バンド内のムードメーカーで常に笑顔を絶やさない明るい性格。「ワンダーランズ×ショウタイム」の天馬司を兄にもつ。幼いころから病弱であり中学校は休学しがちであった。その後、体調が次第に良くなり、高校から復学することになる。幼馴染である一歌たちと長い間連絡を取っていなかった。母（声：河原木志穂）はピアノの先生であり司と共にピアノを習っていた。そのため、バンド内ではキーボードを担当することになる。幼馴染4人で見た流星群が高校生となった現在でも大切な思い出となっている。
「Vivid BAD SQUAD」の青柳冬弥とは幼少期からの幼馴染であり、「とーやくん」と呼んで慕っており、とても大切に想っている描写が多い。「MORE MORE JUMP!」のみのりは初めて他のクラスでできた友人であり、偶然バイト先も同じだったことから友人関係を築いている。
趣味はファッションやメイク動画視聴、ビーズアクセサリー作りなど。特技はヘアアレンジ、お手玉。好きな食べ物はスナック菓子、嫌いな食べ物はおかゆ。一人ぼっちになることが苦手である。高校ではソフトテニス部に所属し、みのりと共にカフェでバイトもしている。
望月 穂波（もちづき ほなみ）
声：上田麗奈
誕生日：10月27日、身長：166cm、学校：宮益坂女子学園、クラス：2-A
宮益坂女子学園に通う高校2年生。Leo/needのドラム担当。父は美容師　母はスタイリストであり、弟の晴流（声：柳原かなこ）がいる。
文武両道の優等生。穏やかで誰に対しても優しさをみせる。中学時代のある出来事をきっかけに一歌たちと距離を置くようになっていた。中学の頃に吹奏楽部でパーカッションを担当していた影響でバンド内ではドラムを担当する。幼い時に幼馴染たちと流星群を見た影響から、現在も時々空を眺めることがある。
「25時、ナイトコードで。」の奏の家に家事代行サービスのアルバイトで通っており、家事のできない奏の代わりに家事全般を行っているほか、時には奏からの相談にのることもある。現在、アルバイトで通っているのは奏の家のみである。奏との出会いは中学校時代であり奏の命を救ったことがある。「ワンダーランズ×ショウタイム」のえむとは同級生であり、幼馴染との疎遠期間の間でも自身を勇気づけてくれた友人。また、「MORE MORE JUMP!」の雫は志歩の姉であるとともに同じ美化委員であったことから交流が深い。
「Vivid BAD SQUAD」の東雲彰人とは、愛犬の散歩中に乃々木公園にて、出会いを果たす。その後は、犬が苦手な彰人の為に、彰人が犬を克服出来るようにみのりや、「ワンダーランズ×ショウタイム」の神代類と共に、親身になって面倒を見る事になる。
尚、これがきっかけで、素の彰人から望月と呼ばれる様になるが、彰人が東雲絵名の弟である事は知らない。
趣味は飼い犬の柴犬「しばお」の散歩と家庭菜園。特技は水泳と家事全般であり、高校では家庭科部に所属する。好きな食べ物はアップルパイで苦手な食べ物はチーズ。苦手なことは絵を描くこと。
日野森 志歩（ひのもり しほ）
声：中島由貴
誕生日：1月8日、身長：159cm、学校：宮益坂女子学園、クラス：2-B、姉：雫
宮益坂女子学園に通う高校2年生。Leo/needのベース担当。
他者との馴れ合いを嫌う一匹狼のような性格をしている。また、自分の好きなことに没頭する性格で、そのことに対して周囲にどう思われようが本人は気にしていない。
かつては幼馴染たちのことを大切に思っていたが、中学時代に起きたあることをきっかけに彼女たちと距離を置いている。
母は琴の講師で父はバンドのギタリストをしていた。ただ、志歩は憧れのバンドマンがベースをやっていたためベースを選んだ。
「MORE MORE JUMP!」のみのりと「Vivid BAD SQUAD」のこはねはクラスメイトであり、幼馴染と疎遠になり友人もいなかったクラスの中で唯一、純粋に「お話しがしたい」という想いだけで接してくれた友人。そのため、彼女たちからの誘いやお願いに弱い一面をみせることもある。志歩は2人のことを「咲希に似ている」と感じている。「ワンダーランズ×ショウタイム」の寧々に対して彼女の歌唱力を高く評価しており、寧々のプロに対する考え方に影響を受けた。
趣味は好きなガールズバンドのライブを見に行くことやベースの練習・演奏をすること。特技は書道。好きな食べ物はラーメンとハンバーグ、嫌いな食べ物は豆腐。苦手なものは姉の雫だが、これは場所を弁えずに雫がくっついてきて目立つのが嫌だからであり、姉妹関係はむしろ良好である。

## MORE MORE JUMP!
MORE MORE JUMP!（モアモアジャンプ！）は、宮益坂女子学園に通う女子高生4人で結成されたアイドルユニット。略称は「モモジャン」もしくは｢モアジャン｣。ジャンルは「アイドル」。セカイのモチーフはライブステージ。セカイに居るバーチャルシンガーは初音ミク、鏡音リン、巡音ルカ、MEIKO、鏡音レン、KAITO。
アイドルを夢見る1人の少女とアイドルを辞めた3人の少女たちが、あるきっかけで出会い、苦難を乗り越え結成された異色アイドルユニットとなる。チームのモチーフは「三つ葉のクローバー」。4人で共に活動したいという想いを貫くために、ネット配信をメインとしたフリーのアイドルグループとして活動している。
「MORE MORE JUMP!」のコンセプトは「いろんな壁にぶつかっても頑張り続け、周囲に希望を届け続けるアイドルユニット」。この物語ではアイドル業界のもつ「エグみ」も描き、アイドルという存在に一歩踏み込んだ物語を描いている。これは、壁があるからこそプレイヤーに彼女たちの頑張りをみせられるのではないかという考えからきているが、読後感も大事にするため「エグみ」の程度は調節されている。また、アイドルという要素を描くうえでプロデューサー兼ディレクターの近藤が以前プロデューサーを務めた『バンドリ!ガールズバンドパーティ!』で描いたアイドルバンドの経験が生かされており、そこで学んだ「どこまでアイドルのリアルな要素に踏み込んでいいのか」という経験が本作のシナリオにも生かされている。
主人公のみのりは、自分がアイドルを目指すきっかけになった遥を「彼女みたいなアイドルになりたい」という想いだけで助けにいく。そのように、お互いに想いを与え合い、もらい合いながら壁にぶつかっていくアイドルたちを描いており、特にみのりと遥の関係性は「オーディションに落ち続けた普通の少女が、アイドル業界のトップを張り続けたアイドルの心に踏み込む」ための説得力をプレイヤーに伝えることを重点においてシナリオが手掛けられた。
花里 みのり（はなさと みのり）
声：小倉唯
誕生日：4月14日、身長：158cm、学校：宮益坂女子学園、クラス：2-D
不運によく見舞われるも純粋な性格とひたむきな心で頑張り続ける高校2年生。学校では同級生である「Vivid BAD SQUAD」のこはねと共に飼育委員を務める。小学生の弟がいる。
テレビで偶然見かけた人気アイドルグループ『ASRUN（アスラン）』の桐谷遥のある言葉をきっかけに、彼女のようなアイドルを目指すようになる。しかし、これまでに様々なオーディションを受けるも、全て落ち続けている。
同じクラスのこはねはなんでも打ち明けられる親友同士。また、バイト仲間である「Leo/need」の咲希とも友人同士であるほか、志歩ともクラスメイトであり、こはねと一緒に彼女をライブに誘うこともある。
趣味はアイドルの振りコピや日記、動物の世話。特技はキャッチフレーズをつけること。好きな食べ物はサーモンで嫌いな食べ物はブロッコリー。落ち着いた行動をとることが苦手である。
作中で一番最初にオリジナルメインキャラクター全員と交流や面識を持ったキャラクターである。
桐谷 遥（きりたに はるか）
声：吉岡茉祐
誕生日：10月5日、身長：163cm、学校：宮益坂女子学園、クラス：2-D
国民的人気アイドルグループ『ASRUN』に所属していたアイドル業界のカリスマ的存在であり、所属時はグループ内でも絶大な人気を誇っていた。みのりの憧れであり目標であったが、ある日、グループが突然解散し、それを機に芸能界を引退。宮益坂女子学園に復学する。
みのりからは憧れのアイドルとして尊敬されており、その気持ちを嬉しく感じているが、出会った当初は複雑な想いで接していた。元々は上手く笑えない内気な少女であったが、そんな彼女を笑顔にしてくれたアイドルにあこがれて芸能界に入る。「Vivid BAD SQUAD」の白石杏とは現在は学校は違うも、小学校・中学校時代からの親友であり足の速さや給食を食べ終わる早さなどをよく競い合っていたライバル同士でもある。そのため、現在でも親友同士であり、悩み事を相談することもある。「Leo/need」の一歌と咲希は同じクラスの同級生で友達同士。また、解散はしたものの『ASRUN』の元メンバーたちとは今でも良好な関係は築けている。
趣味はペンギングッズを集めること。特技はバスケットボール。好きな食べ物は甘いもの全般で嫌いな食べ物はワサビ。几帳面な性格もあり怠けることが苦手である。母親はネイリストをしている。
桃井 愛莉（ももい あいり）
声：降幡愛
誕生日：3月19日、身長：156cm、学校：宮益坂女子学園、クラス：3-E
自信家で他人に対して強引な面もあるが、誰よりもアイドルという仕事に愛と情熱、そして強い誇りを持つ高校3年生。父は主夫。家族に母（声 - 早水リサ）と姉と妹（声 - 春瀬なつみ）がおり、3姉妹の次女である。特に姉に対しては怖くて頭が上がらない。部活は茶道部。
かつてはバラエティ番組を中心に人気を博していたが、ある事情から事務所を辞め、アイドルを引退。普通の高校生として過ごしていたが、あることをきっかけに、なりゆきでみのりがアイドルになるためのコーチングをすることになる。みのりからはスパルタだが頼れる先輩として慕われている。
雫とは研究生時代の同期であり、彼女のファンであり同時に才能を羨ましいと感じている。「Leo/need」の咲希は闘病時代に彼女の姿に救われたファンの一人である。「25時、ナイトコードで。」の東雲絵名とは中学校時代からの親友。中学時代は公立中学に通っており、そのときに絵名とクラスメイトになる。絵名とは周囲からアイドルであることをからかわれているときに救われて以来の仲であり、お互いに言いたいことをはっきり言うため喧嘩も絶えなかったが、現在に至るまで親友と呼べる間柄が続いている。絵名の弟である彰人とは絵名の家に遊びに行っていた際に何度か会っており、年下である彼のことを「彰人くん」と呼んでいた。中学時代、絵名が父との不和により荒れていた時代、彼女は「愛莉には夢を追ってほしいから」と愛莉に助けを求めることはしなかった。しかし、絵名のおかげで夢に近づいたのに側にいてあげられないことに思い悩んだ愛莉はビビッドストリートを訪れ、彰人に「絵名のことを見守ってあげてほしい」と自身の想いを託している。愛莉は絵名を勇気づけるためにアイドルとして全力で走り続けた時代について後悔はしていないが、自身が彰人に願いを託したことに関しては「身勝手なことをした」と感じていた。しかし、現在の絵名の様子をみて、彰人が律儀に願いを守ってくれていることを感じ取っている。なお、このことは彰人と愛莉しか知らない出来事であり、絵名はこのことを知らない。
趣味はアイドル研究とショッピング。特技は料理や子供のお世話。好きな食べ物は和菓子で嫌いな食べ物はレバー。ネコアレルギーがあるため苦手としているが嫌いというわけではなく、むしろ触れ合いたいと感じている。
日野森 雫（ひのもり しずく）
声：本泉莉奈
誕生日：12月6日、身長：168cm、学校：宮益坂女子学園、クラス：3-E、妹：志歩
どこかつかめないミステリアスな雰囲気を漂わせる高校3年生。妹・志歩を可愛がっており、Leo/needのメンバーとも交流がある。学校では進級前は美化委員会に所属し、進級後は保健委員会に所属。
人気アイドルグループ『Cheerful＊Days（チアフルデイズ）』に所属している現役アイドルでもあり、その独特の雰囲気や魅力を感じさせる容姿でファンを虜にしている。しかし、グループ内ではその存在を妬まれている。そんな中、雫自身もアイドルを続ける意味が分からなくなってしまう。ある出来事をきっかけに事務所を退所し、後に「MORE MORE JUMP!」に加わる。
アイドルになった理由は友達がオーディションに応募していたため。愛莉とは研究生時代の同期であり、彼女のファンであると同時にその存在が心の支えとなっている。「周囲が求める日野森雫を演じる」自身のアイドル像に悩みを抱えているが、みのりの夢は応援している。弓道部に所属しており、「25時、ナイトコードで。」のまふゆは同じ部活の同級生同士である。
趣味は読書と散歩。特技は弓道や刺繍。好きな食べ物はうどんと湯葉で嫌いな食べ物は辛いもの全般。苦手なことは地図を読むことや機械の操作であり、スマホの操作にも苦戦している。

## Vivid BAD SQUAD
Vivid BAD SQUAD（ビビッドバッドスクワッド）は、白石杏・小豆沢こはねの2人組女子ユニット「Vivids（ビビッツ）」と、東雲彰人・青柳冬弥の2人組男子ユニット「BAD DOGS（バッド・ドッグズ）」が伝説を超えるために共同で結成したストリートユニット。 略称は「ビビバス」。ジャンルは「ストリート」。圧倒的歌唱力と迫力あるダンスが魅力で、プロセカファン内では『ラスボス』と呼ばれる事が多い。セカイのモチーフはストリートでMEIKOの経営するカフェも存在する。セカイに居るバーチャルシンガーは初音ミク、MEIKO、鏡音リン、鏡音レン、KAITO、巡音ルカ。
Vivid BAD SQUADはミュージシャンであり杏の父でもあるKENが開催した伝説のイベント「RAD WEEKEND（ラッドウィーケンド）」を超えるイベントを開催するために集った実力派ストリートユニット。チーム結成後も「Vivids」「BAD DOGS」としてユニット活動はそれぞれ続けており、こはねに関しては修行も兼ねて一人で対戦形式のイベントに複数参加するなど、チームの形式にとらわれないさまざまな活動をしている。また、結成によって彰人を中心にイベント参加を考える描写が多い為、彰人がリーダーポジションに落ち着いている。チームとしても大きなイベントのゲストに呼ばれるなど、高い技術力を有している。
「Vivids」のチーム名の由来は、彼女たちが活動する渋谷の「ビビッドストリート」から。本編より2年前から活動している「BAD DOGS」のチーム名の由来は、人から見ればバカみたいな夢を追いかける彰人と冬弥の2人の様子を「頭が悪い」「躾のなっていない犬」になぞらえて彰人が名付けた。「犬にかまれることの恐ろしさを思い知らせる」という意味もあるが、本命の意味は「最高の相棒」というスラングから。冬弥は彰人がチーム名に「犬」と名付けた理由を、「むかし、彰人が犬に噛まれてトラウマになっている」ことも関係あるのではないかと思っている。
「Vivid BAD SQUAD」では「志」「信念」を大事にしており、音楽を介して共通点を見つけ、ひとつになっていく物語を描く。このコンセプトはストリートの楽曲から受ける「信念を貫くカッコよさ」からきており、自身の夢を侮られることに対して少年少女たちが反発し、お互いにぶつかり合いながらも成長していく姿を描いている。また、ストリートシーンの音楽をどう扱うかにも重点を置いており、ストリート系の音楽に詳しいクリプトンのプロデューサーである佐々木の意見も多く取り入れられている。
この物語では主人公的ポジションにいるこはねが杏と出会うことで自分の知らなかった新たな世界に足を踏み込み、自分の手で新たな居場所を作っていく物語となる。その中で彰人や冬弥と敵対しつつも、こはね自身が成長することで登場人物たちの関係性が大きく変わっていく様子が描かれる。また、彼ら彼女らがどうして音楽に熱い想いを抱くのかを描くために、他のユニットではメインとなる人物の視点がある程度固定されているのに対し、本ユニットは4人全員の視点が入れ替わりながら物語が進み、全員が主人公となり得る構成となっている。
小豆沢 こはね（あずさわ こはね）
声：秋奈
誕生日：3月2日、身長：156cm、学校：宮益坂女子学園、クラス：2-A
自分に自信をもてない内気な高校2年生。当初はおさげに眼鏡をしており、常に俯いていることが多かった。学校では同級生である「MORE MORE JUMP！」のみのりと共に飼育委員をしている
ある日、偶然通りかかったライブカフェ&バーで杏の歌声を聞き、その聴いたことも見たこともないラップや激しいテンポの音楽に衝撃を受けて虜になる。その後、杏の希望で歌声を披露したところ、彼女に「相棒になってほしい」と告白され、杏とともに女子高生ストリートユニット「Vivids」を結成した。
杏のことはきっかけをくれた大切な友人であり、かけがえのない相棒として慕っている。みのりとはなんでも打ち明けられる親友であり、同じクラスである「Leo/need」の志歩と3人で出かけることもある。週に一回は「フェニックスワンダーランド」に通っていたほどの常連客であり、「ワンダーランズ×ショウタイム」のメンバーには「良い悪いを明確に評価してくれる常連客」「ファン第1号」として注目されているほか、彼女もキャスト陣のことは把握している。芸術にも明るく、同じユニットメンバーの彰人や冬弥の父についても名前を知っていた。
ある出来事をきっかけに杏の父の元相棒であり世界的アーティストの古瀧大河に興味を持たれ、彼の弟子として歌を教わることになる。
趣味は父親が飼っているヘビのお世話。特技は写真撮影。好きな食べ物は桃まんとごま団子で嫌いな食べ物は酢の物。人前に立つことが苦手であるが、徐々に克服しており、「ストリートのセカイ」のミクからは「将来、彼女がユニットを引っ張っていく存在になるかもしれない」と注目されている。
白石 杏（しらいし あん）
声：鷲見友美ジェナ
誕生日：7月26日、身長：160cm、学校：神山高校、クラス：2-A
サバサバとした勝気な性格をした高校2年生。父はシブヤのストリートでは有名な元ミュージシャン・KEN。父は「WEEKEND GARAGE（ウィーケンド・ガレージ）」というライブカフェ＆バーを経営しており、杏も良く手伝っている。一年生のときは学校では風紀委員を務め、委員会活動中は自身も制服を正していた。二年生では放送委員をしている。
父がかつて開催したライブイベント『RAD WEEKEND』を超えるような最高のイベントを自分の手でつくることを夢見ており、他のミュージシャンの誘いを受けるも断り続け、最高の相棒となる存在を探し続けてきた。そんなとき、偶然にも杏の歌声を聞いたこはねと出会い、その後、彼女の歌声に「この子と一緒に歌いたい」と感じたことから彼女を誘い、ユニット『Vivids』を結成する。
こはねのことを最高の相棒と感じており、大好きな存在として大切にしている。彰人とは常に喧嘩をするような犬猿の仲だが、同じ夢を持つ者同士、ライバルとしてその実力を認めている。「MORE MORE JUMP！」の桐谷遥とは学校は違うものの小学校・中学校時代からの親友であり、足の速さや給食を食べ終わる速さなどをよく競い合っていたライバル同士でもある。「25時、ナイトコードで。」の瑞希は同じクラスの友人同士であり、瑞希にとってもかけがえのない友人の一人となっている。「ワンダーランズ×ショウタイム」の司と類は、彼女にとって風紀委員の取り締まり対象の常連であり、頭痛の種になっている。
趣味はミント栽培。特技はコーヒーや紅茶を淹れること。好きな食べ物はラムレーズンのアイスで嫌いな食べ物はトマト。幽霊や怪談話等を苦手としている。
東雲 彰人（しののめ あきと）
声：今井文也、青山玲菜（幼少期）
誕生日：11月12日、身長：176cm、学校：神山高校、クラス：2-A、姉：東雲 絵名
音楽と自身の抱く夢に真剣な高校2年生。白石 杏の父、白石 謙に憧れて中学時代から音楽活動をしており、相棒の冬弥とボーカルユニット「BAD DOGS（バッドドッグズ）」としてイベントハウスなどで歌っている。その実力はメインストーリーの時点で既に界隈で話題となっていた。
冬弥のことは信頼する最高の相棒と感じており、彼のために共に悩みぶつかり合うこともある。
趣味はファッションコーディネート。特技はヒューマンビートボックス。好きな食べ物はパンケーキとチーズケーキ。嫌いな食べ物はニンジン、嫌いな動物は犬である。
青柳 冬弥（あおやぎ とうや）
声：伊東健人、平山笑美（幼少期）
誕生日：5月25日、身長：179cm、学校：神山高校、クラス：2-B
クールで無口な落ち着いた性格をしている。クラシック音楽に携わる父の影響で幼少期から英才教育を受けていた。そのため音楽センスは抜群だが、厳格な父に嫌気が差し路上での音楽活動を始める。そんな時、彰人と出会い、彼の夢を聞いて一緒にユニットを組むことになった。学校では図書委員を務めている。
彰人のことは居場所をくれた恩人と感じている。こはねのことは気弱そうな少女と感じているが、そこに秘めた才能を感じ取っている。兄の秋志（声 - 大原崇）と夏臣（声 - 水中雅章）は音楽家だが、父と冬弥の問題に関しては父親の考えに賛同している。天馬兄妹とは親を通して古い馴染み同士であり、当時の幼き自分を救ってくれた司を尊敬しており、咲希のことも昔から心配して現在でも気に掛けることがある。後に、司や咲希を通して彼女の幼馴染で「Leo/need」のメンバー全員と交流を持つようになる。また、「25時、ナイトコードで。」の瑞希とも文化祭をきっかけに交友を持つようになる。
趣味は読書。父の教育もあり、ピアノやバイオリンを得意としている。好きな食べ物はコーヒーとクッキーで嫌いな食べ物はイカ。高所恐怖症であり高い所が苦手である。

## ワンダーランズ×ショウタイム
ワンダーランズ×ショウタイムは、人気テーマパーク「フェニックスワンダーランド」にあるワンダーステージの劇団員として活動する高校生ミュージカルユニット。略称は「ワンダショ」。ジャンルは「ミュージカル」。セカイのモチーフはテーマパーク。セカイに居るバーチャルシンガーは初音ミク、KAITO、鏡音レン、鏡音リン、MEIKO、巡音ルカ。
寂れてしまい、観客も来ないステージの復活を夢見て活動をしている。合言葉は「わんだほーい！」。「ワンダーランズ×ショウタイム」のセカイは司の想いから生まれており、他のメンバーはそこに招かれている形となっている。司を通して「Leo/need」のメンバー全員と交流を持っている。
「ワンダーランズ×ショウタイム」は、にぎやかなお祭りユニットとして描かれており、企画初期のアイデアが最後まで残った唯一のユニットとなる。企画当初、ボーカロイドとは曲を作るだけではなく絵やマンガを描いたり、各々が自身のできることを持ち寄り、ニコニコ動画という場所でみんな一緒に楽しめる点が魅力的だったという話題がシナリオチーム内で上がり、そのように個性が集まり、皆で一緒に新しい面白さを作り上げていくところを描こうと本ユニットが構想された。個性的なユニットということもあり、本ユニットに登場する初音ミクもアッパーでカオスな雰囲気となっている。
主人公の司は、最初は自己の主張が激しいキャラクターとして描かれるが、個性的な仲間と出会うことで少しずつ変化していく様子が描かれる。また、司にとって妹・咲希の存在が彼の根幹につながる大事な要素として描かれている。咲希の存在は、司という人物像をユーザーが誤解して受け取らないために必要な要素でもあり、メインストーリー序盤のオープニングにて描かれる司と咲希の過去回想はシナリオ完成後に改めて書き足された内容でもある。
天馬 司（てんま つかさ）
声：廣瀬大介、高橋由衣（幼少期）
誕生日：5月17日、身長：173cm、学校：神山高校、クラス：3-C、妹：咲希
自信過剰で目立ちたがり屋な高校3年生。病弱な妹・咲希のことを大切にしており、彼女の幼馴染であるLeo/needのメンバーとも交流がある。時には司の行動を心配して咲希やLeo/needのメンバーで司のポーズやセリフを一緒に考えることもあり、司も一歌や穂波に助けられることがある。
調子に乗りやすく、また乗せられやすい性格をしており、その真っすぐな性格は周囲から呆れられることがある。一方でメンバーの中でも比較的常識人であり、えむや類のことを「無茶苦茶な奴」「ヤバい奴」と認識している。普段みせる姿とは裏腹に現実主義な視点を持っており、当初はセカイについても何かの夢だと感じていた。子供の頃に見た劇団のショーに憧れ、世界一のスターを目指してフェニックスワンダーランドの面接を受ける。
周囲から浮きそうな性格に見えるがクラス内での友人関係は良好。「Vivid BAD SQUAD」の冬弥とは昔馴染みであり、今でも彼と父親の関係に対して気にしている場面がある。冬弥の相棒である彰人からは時にからかわれることもある。「25時、ナイトコードで。」の瑞希とは文化祭で交流が生まれ、瑞希からは面白い先輩として認識されている。
趣味はミュージカル観劇と衣装づくり。特技はピアノ。また、即カッコいいポーズができることだが、周囲からは微妙な反応をされることもある。好きな食べ物はアクアパッツァと生姜焼きで嫌いな食べ物はピーマン。虫が苦手であり、特に多足の虫が苦手。
鳳 えむ（おおとり えむ）
声：木野日菜
誕生日：9月9日、身長：152cm、学校：宮益坂女子学園、クラス：2-B
底抜けに明るい天真爛漫な性格をした高校2年生。なにか思い立つとすぐにアクションを起こすため、周囲を巻き込むことも。2人の兄と1人の姉がいる。
フェニックスワンダーランドの劇団員であり、ステージの復活を目的に活動している。えむという名前は彼女がいつも笑顔でいられるように、聞いた人が面白いと笑ってくれるようにという意味が込められており、本人も気に入っている。
その性格から、現実離れした思考の持ち主だと思われているが、現実的な視点で物事を見極めており、ショーキャストが舞台に打ち込めるように経営者側の事情は伏せて接していたり、クリスマスでもサンタの存在を信じているように周囲にはふるまいつつも、実は周囲のために信じているふりを演じているなど、周りの人が笑顔になれるように考え動いている。高校の先輩などに自身の意見を明確に主張することもあるが、思いついた案を明確に実現するための道筋を考えることに苦戦することも多い。先輩に対しては敬語で接している。学校での成績は良く、テストの際にはクラスで3番目の成績をとることもあった。
「Leo/need」の穂波とは進級前は同じクラスの友人同士であり、悩む彼女のために行動を起こすこともある。穂波の幼馴染の咲希や「MORE MORE JUMP!」の遥とは体育祭を通じて友人となり、彼女たちもえむの行動力に影響を受けた。「25時、ナイトコードで。」のまふゆは体育祭以降交流が深くなった先輩であり、彼女の心の内側を感じ取り恐れているものの、一方では彼女の本当の笑顔を見たいと感じている。
趣味はご近所探検。特技はアクロバット。また、どんな料理も美味しく食べられる特技がある。好きな食べ物は鯛焼き。苦手なものは夕暮れ。「わんだほーい」が口癖。実家はフェニックスワンダーランドの親会社「フェニックスグループ」を経営しており、経営一族の娘でもある。フェニックスワンダーランドの創設者である祖父が大好きで、彼が考案した「ワンダーステージ」が大のお気に入りだったが、1年前に祖父が他界し経営権が父親に移ったことで状況は一変した。父親は維持費が高く採算の取れない「ワンダーステージ」を取り壊しリニューアルすることを決断するが、えむが猛反発。父親が今年の連休までに採算が取れるくらい客を集めることを条件に取り壊しは延期された。実はもともとは採用試験不合格だった司を採用した張本人。
草薙 寧々（くさなぎ ねね）
声：Machico
誕生日：7月20日、身長：156cm、学校：神山高校、クラス：2-A
誰に対しても毒舌であまり人前に出ることのない高校2年生。類は年上の幼馴染。
類の推薦により劇団に加わる。ミュージカルの舞台を夢見ており、児童劇団にいた経験から歌声は高校生とは思えないレベルである。しかし、司やえむの前に姿を現すことはなく、「ネネロボ」という類の作ったロボを操作し、自身の代わりとしてステージに立たせていた。後に自身のトラウマと向き合ってからは自身もステージに立つようになり、その歌声は他の劇団キャストも認めるほどであった。
メンバーの中で一番の常識人であり、司やえむに振り回されることもある。類のことはおせっかいな幼馴染と感じている。ネネロボは当初、寧々自身が操作していたが現在では自立型AIを搭載しており、時に寧々の本当の想いをサポートするために行動を起こすこともある。「Leo/need」の一歌に歌を指導しているほか、志歩のプロの道に関する考えに影響を与えた。
趣味は対戦ゲームとミュージカル・映画鑑賞。特技は歌や機械の操作全般。好きな食べ物はグレープフルーツで嫌いな食べ物はミント味の食べ物。人通りの多い場所が苦手である。
神代 類（かみしろ るい）
声：土岐隼一、森なな子（幼少期）
誕生日：6月24日、身長：182cm、学校：神山高校、クラス：3-C
マイペースな性格だが、天才的な頭脳を持ち、独特の発想をすることから周囲から変人扱いされることが多い高校3年生。
劇団ではステージ演出を手掛け、その一方でショー用のロボットも製作している。以前は渋谷の別の高校に通っていたが、最近神山高校に転校した。
寧々とは家も隣同士であり幼馴染み。彼女のあるトラウマの克服を願い劇団に彼女を推薦した。司のことは演出しがいのある面白い役者として興味を抱いている。「25時、ナイトコードで。」の瑞希とは中学時代同じ学校で変わり者だった同士であり、今でも互いのことを気にかけている。類と寧々のショーの衣装は瑞希が手掛けている。
趣味はショーの演出を考えることやバルーンアート。常に「観客を笑顔にするショー」と「自分が満足できるショー」ができることをポリシーに考えているが、ショーの奇抜さと危険性が独り歩きして（類が安全性もショーの要素に入れていても）、類に賛同する者がおらず単独でショーを行っていた過去がある。ワンダーランズ×ショウタイム加入前からも許可を取らずにひとりゲリラショーを開催しては警備員を怒らせては逃げるを繰り返していた。現在もゲリラショーは続けており司とえむも飛び入り参加したことがある。
特技はロボットなどの発明。好きな食べ物はラムネ菓子で嫌いな食べ物は野菜全般。一方で掃除や単純作業を苦手としている。

## 25時、ナイトコードで。
25時、ナイトコードで。（にじゅうごじ、ナイトコードで。）は、チャットツール「ナイトコード」で25時の訪れと共に活動する正体不明の音楽サークル。略称は「ニーゴ」。ジャンルは「アンダーグラウンド」。セカイのモチーフは何もない無機質な場所。セカイに居るバーチャルシンガーは初音ミク、鏡音リン、鏡音レン、MEIKO、巡音ルカ、KAITO。
メンバー同士はチャットツール「ナイトコード」で交流しており、当初はお互いの顔も本名も一切知らなかった。「誰もいないセカイ」はまふゆの想いから誕生しており、他のメンバーはまふゆを救いたいと願ったミクが周囲に助けを求める形で招かれた。現在では、他のメンバーの影響を受けセカイが変化する場面も見られる。MEIKOは、まふゆが奏たち3人の想いに触れ、少しずつ変化することでセカイにも変化が起きていると推測している。
宵崎 奏（よいさき かなで）
声：楠木ともり
誕生日：2月10日、身長：154cm、学校：通信制高校3年生
自宅に常に引きこもっているジャージ姿の少女。音楽サークル『25時、ナイトコードで。』作曲担当。ハンドルネームは「K（ケー）」。父親は作曲家、母親は病気で他界。ある事情で現在は一人暮らしをしている。父親が母親が生きていたころに贈ったオルゴールが大のお気に入り。
2年前父親がCMのコンペに応募する曲を作っていた際、煮詰まってしまい奏にアドバイスをもらっていたが、奏が曲にアレンジを加えたものを気に入りコンペに通した結果、彼の曲は採用されたが使われたのは奏がアレンジしたフレーズだった。以降、父親には仕事の依頼が増えたが、受託先からあのフレーズのような依頼が下りるようになった。そのため曲作りに苦悩するようになり、受託先から彼の曲を古臭いと嗤われたこと、そして奏が父に宛てた曲が追い打ちをかけ、ついには脳梗塞で倒れてしまった。奏の早急な対応で助かったが、記憶障害に陥り現在も入院している。以降、奏は呪いのように「誰かを幸せにする曲をつくり続けなければならない」と思い、それだけのために生きていた。『25時、ナイトコードで。』を結成したのもこのトラウマがきっかけである。
当初、いつもメンバーを気遣うまふゆのことは、自身と性格も全く異なるはずなのにどこかシンパシーを感じていた。後に、彼女を救うことが目的の一つとなり、お互いを生かすための「呪い」にもなった。「Leo/need」の望月穂波が奏の自宅に家事代行サービスのアルバイトで通っており、仕事で家事ができない奏の代わりに家事全般を行っているほか、穂波に自身の悩みを相談することも多い。まだ高校生になって間もない頃、家の中で疲労で倒れた所を中学生の穂波に救われたことが初めての出会いである。
趣味は音楽鑑賞や映画・漫画・アニメ・美術作品を見ること。特技は感覚で時間を計れること。好きな食べ物はカップ麺と缶詰で嫌いな食べ物はパクチーや納豆などにおいが独特な食べ物。直射日光や家事全般を苦手としている。
朝比奈 まふゆ（あさひな まふゆ）
声：田辺留依
誕生日：1月27日、身長：162cm、学校：宮益坂女子学園、クラス：3-B
表向きは明るくてユーモアもあり、頼れる優等生な高校3年生。音楽サークル『25時、ナイトコードで。』作詞担当。サークルメンバーの中で唯一学校に普通に通っている。名前は真冬の日に生まれ、その感動と暖かさを忘れないようにまふゆと付けられた。ハンドルネームは「雪（ゆき）」。
常に友人やメンバーを気遣っており誰が見ても完璧な優等生に見える振る舞いをしている。学校では学級委員を務め、同じく学級委員である「Leo/need」の一歌などとも面識がある。部活は弓道部に所属しており、「MORE MORE JUMP!」の雫は同じ部活に所属する同学年同士である。小学生の時から優等生で両親から期待をかけられ育っていった。だがそれが重みとなり、小学生時代はクラスメイトに遠慮され遊びに行けず、中学生時代は親に将来は看護師になりたいことを打ち明けるも、夢を否定され代わりにこの学力なら医者を目指すよう諭される。しかしそれらをやんわりと受け入れ、徐々に自分の感情を押し込めるようになっていき、ある日、自分がなにが好きで何がしたいかよく分からなくなり自分自身を喪失した。同時に味覚も失っている。高校生になった現在も優等生を演じているが、心は空っぽのまま過ごしている。
体育祭を通して交流を持つようになった後輩で「ワンダーランズ×ショウタイム」の鳳えむは、まふゆの心の内側を感じ取っている。えむはまふゆに対して怯えた態度をとることがあり、まふゆもえむが自身の内側に気が付いているのではないかと感じている。それでも、えむが自身に積極的に接してくる様子を「おかしな子」と感じており、彼女のことを普段学校の話をしないニーゴのメンバーにも話すなど関心を抱いている。
趣味はアクアリウムだが水槽には魚は一匹もいない。なのにアクアリウムが好きな理由は「見ていると自分まで透明になっていくみたいだから」。特技は英会話。好きな食べ物は母親の手料理で嫌いな食べ物は特になし。苦手なものはなし。本人も好きや嫌いというのが良くわかっていないため、母親の手料理というのも建前で言っている部分がある。
東雲 絵名（しののめ えな）
声：鈴木みのり
誕生日：4月30日、身長：158cm、学校：神山高校（夜間定時制）、クラス：3-D、弟：彰人
承認欲求が強い高校3年生。音楽サークル『25時、ナイトコードで。』イラスト担当。ハンドルネームは「えななん」。
SNSに依存しており、自撮りやエゴサーチを欠かさない。父が有名な画家であり、自身もその影響を受けて絵を描いてSNSに投稿していた。それを見つけた奏に声をかけられたためサークルのメンバーに加わる。
SNSでは自撮りが評価されあまり絵が評価されなかった。そんなことがあり奏のことを自身の絵に存在価値をくれた恩人として慕っている。年下の瑞希とは常に喧嘩ばかりしているが、色々な点で気の合う不思議な関係を築いている。ボイスチャットでの雑談の9割は絵名と瑞希の喧嘩のような雑談で埋まることが多い。「MORE MORE JUMP！」の桃井愛莉とは中学校時代からの友人であり、中学時代のある出来事をきっかけに彼女を助けて以来、親友としての関係が続いている。愛莉の夢を応援しており、お互いを素の自分がだせる数少ない友人として大切にしている。彰人も愛莉のことを絵名の数少ない友人として接してくれることに感謝している節がうかがえる。
父親に対しては、自身の絵を否定した存在として嫌っており、自分の絵が誰にも認められないと思い悩んでいる。弟の彰人も彼女のことを気にかけていた。後に、絵名の想いに呼応して現れたリンやニーゴのメンバー、彰人の影響もあり、認められなくても描き続ける道を選ぶ。リンはそんな彼女の姿を「呪い」と感じつつ、それが彼女にとっての救いになるとも思っている。
趣味は絵を描くことや自撮りをSNS にアップすること、エゴサーチなど。特技はファッションや小物のリサーチ、料理の食材当て。好きな食べ物はパンケーキとチーズケーキで嫌いな食べ物はニンジンと、弟の彰人と食の好みは一致している。朝起きることを苦手としている。
暁山 瑞希（あきやま みずき）
声：佐藤日向
誕生日：8月27日、身長：165cm、学校：神山高校、クラス：2-B
気分屋な性格の高校2年生。音楽サークル『25時、ナイトコードで。』動画制作担当。ハンドルネームは「Amia（アミア）」。
偶然聴いた奏の曲に惹かれ、個人的にMV を制作して投稿する。それが奏の目に留まり、動画担当としてサークルメンバーに誘われた。海外に住む姉が一人いる。家族との関係は良好。瑞希の良き理解者でもあり、特に姉は今の瑞希を形作るきっかけとなった。
可愛らしい服装を好み、制服も女子用を着用しているが、秘密を知っている男子などにからかわれるため、単位のための補習以外は不登校を続けている。性別は不明。だが中学時代は短髪で男子制服を着用していたことが判明している。一人称は「ボク」サークルメンバーの誰にも話していない秘密があるも内容は不明。
この経緯から自身のありのままを受け入れてくれた奏に恩義を感じている。絵名をからかうことを楽しんでおり、そのことから絵名と喧嘩になることが多い。
イベントストーリー「荊棘の道は何処へ」において、絵名にその秘密を告白しようとしたが、目の前で他の男子生徒に先に秘密に関わることを言われて自暴自棄となる。その続きの「傷だらけの手で、私達は」で秘密の真相については曖昧なままで絵名の説得により正気を取り戻した。
「ワンダーランズ×ショウタイム」の類とは古い友人同士。「Vivid BAD SQUAD」の杏とはクラスメイトで数少ない本当の友人。杏を通して「Vivid BAD SQUAD」のメンバー全員と交流があり、特に彰人については決して名前で呼ばず「弟くん」と呼びからかっている。その他、文化祭を通して「ワンダーランズ×ショウタイム」の司、寧々とも交流を持った。
趣味は動画作成用の素材集めやコラージュ。特技は洋服アレンジ。好きな食べ物はカレーライスとフライドポテトで嫌いな食べ物はきのこ系。猫舌で熱い食べ物が苦手。

## その他の登場人物
本作ではオリジナルキャラクター20名以外の登場人物たちの多くがLive2Dとフルボイス対応で登場している。初登場時にイラストとボイスがなかったキャラクターも、後のイベントやアップデートにて追加されることがある。担当声優はゲーム内のクレジットを出典としている。2024年9月30日のアップデートからLive2Dのないキャラクターにもボイスが実装され、過去のイベントのボイスも順次追加予定となっている。こちらの声優はメインキャラクターの親族や一部を除いて誰が誰を担当したかは記載されていない。

### Leo/needの関連人物
イオリ
声：笹本菜津枝
志歩のバイト先のスタジオなどで活動しているバンド『STANDOUT（スタンドアウト）』のリーダー兼ボーカリスト。19歳。音楽に対してストイックに向き合っており、本気で音楽を一緒にやれるメンバーを求めている。メジャーデビューを控えており、新たなベーシストを探していた。そんな時、ライブハウスでバイトをしている志歩のベースを聞いたことにより、志歩をベーシストとして自分のバンドに勧誘する。
『プロは「好き」の気持ちだけでは通用せず、聞いてくれるファンを優先し、自分たちの音楽に責任を持たなければいけない』と考えている。そのため、自分たちの音楽だけではなく観客も大事にできることをメンバーにも求めている。一方で、Leo/needについては彼女たちの友情を認めつつも、今後、志歩がプロを目指す際に、これまでのような体制で一緒にやっていけば志歩自身も一歌たちも共に苦しむことになってしまうと危惧していた。
デビュー発表のために開いた野外ライブでは、Leo/needのメンバーに志歩と同じ夢を歩む覚悟があるのかを聞いたうえで、一歌たちの覚悟を認める。一方で、それでも迷う志歩の背中を押すために、Leo/needのメンバーにライブのオープニングアクトをやってみるように勧める。そこで観客からも認められる演奏を披露できたLeo/needの姿を見て、志歩への勧誘を諦めた。
ミオに関しては本当は一緒にバンドをやっていきたいと考えており、彼女がLeo/needのメンバーみたいに「一緒にやりたい」と言ってくれること心の奥で待っていたが、彼女の態度を見てその願いを半ば諦めていた。しかし、ミオが再び一緒にバンドをやりたいと言ってくれた際には、「演奏でその想いを伝えてほしい」と告げる。その後、イオリとミオはライブを成功させ、プロアーティストとしての第一歩を踏み出した。
この件以降もLeo/needのことを気にかけており、一歌に作詞のアドバイスをするなど初ライブのサポートをするほか、ライブ後に本人たちにしっかり批評をするなど彼女たちの夢に協力している。クレープが好物で本人は隠している様子であったが、ミオがLeo/needのメンバーにうっかり話してしまっている。
好きな食べ物はバナナチョコクレープ、嫌いな食べ物は辛いもの。趣味は古着屋巡り。
ミオ
声：土屋李央
『STANDOUT（スタンドアウト）』のベーシスト。19歳。イオリの友人であり、彼女のことを「イオリちゃん」と呼び慕っている。
「皆と楽しくバンドをやりたい」という願いが音楽を始めた動機であり、『STANDOUT』のメンバーとしてイオリたちと音楽をしている日々を心の底から楽しんでいた。しかし、プロデビューが決まったときに「プロが担う責任」を背負うのが怖くなったミオはバンドから逃げだしてしまう。この出来事はイオリが新たなベーシストを探すきっかけとなる。
ある日、志歩の前に自身の正体を明かさずに現れ、「STANDOUTのベーシストが来られなくなったから、今日のライブだけ代わりにベースを弾いてほしい」とお願いして自分の楽譜だけを渡し、その場を立ち去る。その後、再びLeo/needとイオリの前に現れた際には、イオリからプロになる覚悟について問われるも反論できなかった。
ミオの在り方は「皆と一緒にいたい」という一歌たちの姿にも、「皆と一緒に演奏を続けたい」という志歩自身の姿とも重なり、志歩自身が答えを出すきっかけにもつながる。ミオは志歩と二人で話をした際に、彼女の「プロとしての責任」の考えについて聞いたことにより、イオリたちと同じ道を進む覚悟を決め、音楽と再び向き合うことを決める。そして、ライブ当日、イオリと対面したミオは彼女に覚悟を告げ、バンドに復帰した。
デビュー後もイオリと共にLeo/needのライブに行くなど、彼女たちの夢に協力している。
好きな食べ物は激辛タンタンメン、嫌いな食べ物は生クリームであり、イオリとは食べ物の好みが正反対になっている。趣味はテディベア集め。
穂波のクラスメイトA・B
穂波が高校に進学してからのクラスメイトである2人の少女。
一歌たちと疎遠だった穂波が一緒に過ごしていた少女たち。中学時代に別の元クラスメイトとの間で起きた出来事をきっかけに穂波は新たに友人となった彼女たちとの距離感を測りかねていたが、一歌たちとの仲が戻った際に自身の本当の想いを打ち明けた際には、穂波が想いを打ち明けてくれたことに喜んだ。その後もクラスメイトとして穂波と一緒に行動することは多く、一歌たちを含め友人となっており、ライブにも観客として参加するなど友人としての関係は続いている。
イベント「いつか見た夜空は、いつかの未来へ」ではCDショップで穂波が隠れていることを知らずにLeo/needの話題をし、穂波とLeo/needのことを感心していた。
高木 未羽（たかぎ みう）
声：大野柚布子
志歩が中学時代に屋上で共に過ごしていた少女。16歳。両親の転勤が多いため引っ越すことが多く、一つの学校に留まることは少ない。
すぐに転校するため周囲と関わることがなかったが、偶然、屋上で一人で過ごす志歩と出会ったことで休み時間は一緒に過ごすようになる。志歩の影響でアコースティックギターをはじめ、お互いに口数は少ないながらも親交を深めるが、しばらくして再び転校することが決まる。その際、志歩に「自分も次の学校では友人を作れるよう頑張る」と約束し、志歩と幼馴染の関係が戻ることを願った。
それから数年後、ライブ会場で志歩は偶然、未羽を見かける。また、数日後には路上ライブをしている未羽に出会うも、彼女にも友人ができていることを知り声をかけずにその場を立ち去った。未羽も志歩がいたことに気が付いており、幼馴染たちとの仲が改善したことを知って喜んだ。好きな食べ物はいくらのお寿司、嫌いな食べ物はなすの漬物、趣味は漫画を読む。
吉崎 花乃（よしざき はなの）
声：指出毬亜
イベント『Live with memories』より登場。14歳。Leo/needにとって初めてのファンであり、彼女たちも花乃と兄の葉太のことは以前より認識していた。
1年程前よりライブハウスに通っており、ある日、偶然、Leo/needの演奏を聴いたことで彼女たちのファンとなる。以降は最前列でいつも彼女たちの演奏を聴いていたが、ある日、兄の葉太と喧嘩となり、その現場をLeo/needのメンバーに偶然目撃される。
本編の一年前に両親が離婚しており、ライブハウスに通い出したのも落ち込んでいた花乃を元気づけたいと思った兄の薦めであった。その時に聴いたLeo/needの楽曲に勇気づけられたことが、彼女たちのファンになるきっかけとなる。しかし、花乃を引き取った父が再婚したことにより新たな家族と一緒にいることが苦しくなり、外へ出歩いている時間が多くなったことを心配した兄から「もう一緒にいるのはやめよう」と言われたことが喧嘩のきっかけとなる。
花乃は兄の言葉の真意に気が付いていたが、それでも離れ離れになりたくないと強く思っていた。その後、Leo/needとの交流や彼女たちから兄妹に向けた演奏を聴いて、新たな家族と仲良くなる決心がついた。好きな食べ物はチーズインハンバーグ、嫌いな食べ物はカリフラワー、趣味はカラオケ。
吉崎 葉太（よしざき ようた）
声：安田陸矢
イベント『Live with memories』より登場。妹と花乃と共にLeo/needのライブに通う彼女たちのファン。16歳。
両親の離婚により落ち込んでいた妹の花乃をライブハウスに誘うようになり、以降はLeo/needのライブの常連客となる。しかし、妹が新たな家族に馴染めない理由は外に連れ出す自分のせいだと思った葉太は花乃に「もう会うのはやめよう」と告げ、それが喧嘩の原因となってしまう。
喧嘩を偶然目撃したLeo/needのメンバーに事情を説明した葉太は彼女たちに「自分はもうライブには来ない」「一人になってしまう妹に話しかけてやってくれないか」と頼むが、後に一歌の提案によってもう一度だけ兄妹でライブに来てほしいと頼まれた花乃に誘われてライブに参加する。そこで演奏を聞いて決意を新たにした葉太は、花乃に「新しい家族と仲良くなれたら、もう一度一緒にライブに行こう」と約束した。好きな食べ物はキムチ鍋、嫌いな食べ物はめかぶ、趣味は野球のゲーム。
高坂 朔（こうさか さく）
声：福原綾香
イベント『No seek No find』より登場。女子高生バンド『anemone（アネモネ）』のボーカル兼作曲担当で事務所にスカウトされるほどの腕前を持つ少女。16歳。
冷静沈着だが思ったことは素直に言葉にしてしまうことも多く、周囲とトラブルになる場面もあり、バンドメンバーが仲裁に入ることも多い。
元々はLeo/needとは別のスタジオを拠点に活動していた。Leo/needのことは、「かわいい楽曲」と一定の評価はしているものの、ライブハウスにあった曲の選択ができていない点も含め「自分には響かない」という指摘もしている。好きな食べ物は激辛ラーメン、嫌いな食べ物はもずくなど、ぬるっとした食感の食べ物、趣味はその日の気分で自分の髪を染める、ピアス探し。
真堂 良樹 (しんどう よしき)
声：土田大
イベント『Little Bravers！』より登場。レコード会社「ソリス・レコード」に勤める男性。39歳。
ライブハウスでのLeo/needの演奏に興味を持ち、声をかけるようになる。話をしていく中で彼女らに「プロになるなら若さを武器にした方がいい」と説いたが、穂波に「自分たちの納得できる演奏ができなければ後悔する」と反論されその言葉に関心を持つ。その後Leo/needのワンマンライブを得て事務所への所属とレコードデビューを検討した。本人の発言から過去にバンド活動をしていたことが窺える。好きな食べ物はぎんなん、もやしのナムル、嫌いな食べ物は塩分が強すぎるホヤ、趣味は飲み屋巡り。

### MORE MORE JUMP!の関連人物
真衣（まい）
声：河野みさき
『ASRUN（アスラン）』の元メンバーで遥の後輩。15歳。遥に憧れてアイドルを志し、オーディションを乗り越え『ASRUN』に加入する。
遥と友好的な関係を築き、彼女の言葉を胸に特訓に励んでいた。しかし、加入してから3年目のある日、新曲で自身が上手く歌えなかったことからスランプに陥り、過剰なトレーニングを重ねたことから喉を壊しアイドル引退を余儀なくされる。その現実に自暴自棄になった真依は、遥に対して辛辣な言葉をぶつけてしまう。この言葉がトラウマとなりステージに上がれなくなった遥はアイドルを引退し、ASRUNも解散となる。
現実と向き合えるまでに回復した真依は、自身が遥に対してしてしまったことを後悔し、その想いを伝えるために再び遥やみのりたちに接触する。
遥がトラウマを克服した後は関係も修復。遥は真依にアイドルを続けていくことを伝える。その後は舞台女優として活動中。喉の関係で歌を歌うことができずミュージカルに出ることは難しいが、それでも応援するファンのために舞台に立ち続けている。
『つなぐPainful Hope』では順調に舞台女優として活躍している姿が描かれており、モモジャンのメンバーが舞台をみに訪れている。その時、悩む遥にアドバイスを送り背中を押している。
好きな食べ物はエクレア、嫌いな食べ物はレバー。趣味は岩盤浴・銭湯巡り。
元ASRUNメンバー
遥や真依と共に活動していたASRUNの元メンバー。ASRUN解散を機に事務所を移籍。予算の無い事務所でも明るく元気に活動しており、解散後のメンバーのことも気にかけて応援している。
イベント「ここからRE:START!」の遥サイドストーリーに登場。遥が新たにグループを結成して事務所を探している噂を聞き、遥に電話をかける。だが、電話の目的は遥の勧誘ではなく、遥をアイドルに連れ戻したみのりがどういう少女なのかを知りたかったため。彼女は遥にとって、今までどの事務所でも誰も興味を持ってもらえなかったみのりに初めて興味を示してくれた人物であった。遥にとって真依以外で初めてみのりについての想いが話せた人物である。遥からみのりのことを聞いた彼女は「将来、間違いなく凄いアイドルになる」と遥に伝えた。
Cheerful＊Days
かつて雫が所属していたアイドルグループ。その人気から優遇されている雫に対して不満を持っており、陰口や嫌がらせをしていた。雫がアイドルを引退することを宣言した後も雫に対して攻撃的な態度を示していたことをきっかけに、愛莉たちと口論になる。この騒動をきっかけに雫はCheerful＊Daysとの決別を決意した。
日暮 アリサ（ひぐれ アリサ）
声：高田憂希
現在の『Cheerful＊Days』のリーダー。17歳。雫とは同期の3期生。毒舌キャラとして人気を博している。好きな食べ物はアサイードリンク（ON時）とマヨネーズ（OFF時）、嫌いな食べ物は生野菜、趣味はジム通い（ON時）と二度寝（OFF時）。
山下 真理奈（やました まりな）
『Cheerful＊Days』の4期生。立ち絵はない。アリサと共にテレビ番組『アイドル大戦争』のMCを担当した。
ななみん
声：仲田ありさ
約80万人の登録者数を誇るネット配信者。本名は早川 ななみ（はやかわ ななみ）。17歳。
アイドルグループ『CreamBerry（クリームベリー）』の元メンバーで業界内でも高い人気を誇っていたアイドルの一人であった。だが、突然アイドルを引退し、現在は配信者としてネット動画を中心に活動。楽曲の販売やライブの開催に関するサポートを受けるために配信専門の事務所に所属している。
遥と親交があり、事務所探しの相談を受けたことがある。それがきっかけとなりMORE MORE JUMP！に興味を持ち共同でのコラボ配信企画を持ちかけた。遥から彼女がアイドルに戻るきっかけの出来事について話を聞いており、彼女を救ったみのりに興味を持っていた。また、MORE MORE JUMP！についても応援している。ななみとのコラボ配信をきっかけにMORE MORE JUMP！は初のライブパフォーマンスをファンの前で披露し、コラボ企画を無事成功させる。また、みのりがファンに認められるきっかけにもなった。
『MOREMOREMakingXmas』では、MORE MORE JUMP！の動画にゲストで登場。また、リアルイベントをやりたい彼女らのために自身の事務所を通じて会場を安く確保できないか探してくれるなど、MORE MORE JUMP！に協力している。
好きな食べ物はフルーツタルト。嫌いな食べ物はワサビであり、遥と親しくなったのも彼女がワサビが苦手であることを知ったことがきっかけである。趣味はキリンのグッズ集め。
内山 唯奈（うちやま ゆいな）
声：平山笑美
みのりのファン第1号。16歳。初登場は『届け！HOPEFUL STAGE♪』。当初は名前もボイスもなく、「みのりのファン」という表記のみであったが、イベント『MOREMOREMakingXmas』前日にLive2Dとボイスが追加された。
みのりのファンである女子高生。街で偶然みのりに出会い声をかける。当時は部活で足手まといになっていることを悩み落ち込んでいたが、みのりの応援もあり前向きに頑張ることを誓う。この出会いは、みのりにも大きな影響を与えた。
『MOREMOREMakingXmas』にて再登場。MORE MORE JUMP！初のリアルイベントにスタッフとして参加し、みのりと再会する。再開した際の「みのりのために頑張りたい」という言葉がみのりに勇気を与えている。イベントではスタッフが握手会の待機列の多さに混乱している中、率先して場をまとめイベント成功に貢献した。好きな食べ物はじゃがいもコロッケ、嫌いな食べ物はチンゲンサイ、趣味は手芸（部活で試合の時にお守りを作る）。
斎藤 彩香（さいとう あやか）
声：森谷里美
MORE MORE JUMP！のファンであり、様々なアーティストやアイドルのイベント制作のアルバイトもしている女子大生。20歳。リアルイベントをやるためのスタッフ不足に悩むMORE MORE JUMP！にメールで企画書を送り、ボランティアを買って出る。
Cheerful＊Days時代からの雫の大ファンであり、油断すると彼女のことを「雫様」と呼んでしまうこともある。雫と初めて直接会った時には「女神！」と興奮し、その様子を愛莉から呆れられている。ただし、仕事とプライベートはしっかり分けており、彼女の作った企画書は遥から見ても完ぺきなものであった。また、スタッフをまとめることにもたけており、MORE MORE JUMP！初のリアルイベントの成功に大きく貢献。イベント終了後にはメンバーそれぞれに花束をプレゼントするサプライズを行った。イベント「その手導くぬくもりは」では多忙になってきたモモジャン側から、マネージャーの就任を提案される、家業である旅館のこともあり悩んだものの、雫の助言や家族の後押しによって就任を決意した。
好きな食べ物はとんかつ、嫌いな食べ物は牡蠣、趣味はアイドルライブ鑑賞とバレーボール。
長谷川 里帆（はせがわ りほ）
声：長谷川育美
作曲が趣味で曲を投稿している配信者。16歳。みのりたちと同年代の学生であり、アイドルファンでもある。特に遥のことを昔から推しており、彼女の言葉に感銘を受け、希望を届ける歌を作りたいと考えている。
イベント「つなぐPainful Hope」にて初登場。新曲つくりに乗り出したモモジャンへメールを送ったことをきっかけに新曲づくりに協力することになるが、同時期に自身の過去の曲が有名配信者の目に留まり、曲の再生数が100万再生を超える人気となる。しかし、その曲が注目を集めたことで、誹謗中傷の書き込みも増え、それを見たことにより精神的に不安定になってしまう。その影響で曲作りもできなくなり、次第に心が追い詰められるが、遥と対話したことで「どれだけ苦しくても曲を作り続けることだけは諦めたくない」という選択をし、モモジャンへ提供する曲も完成した。誹謗中傷はその後も送られてくるが、曲を好きでいてくれる人たちのために曲を作り続けている。好きな食べ物はプリン、嫌いな食べ物は固くてパサパサしたパン、趣味は部屋の模様替え。
有澤 日菜子  (ありさわ ひなこ)
声 : 定岡小百合
イベント「刻まれた傷は、やがて」にて初登場。モモジャンが活動拠点「モアモアハウス」を建設するために奔走するところで出会った番組観覧が趣味の老婆。モモジャンが最終的に「モアモアハウス」として決めた物件の大家であることが後に発覚した。
その正体はかつて日本中を虜にし、人気絶頂の時に引退して行方知れずとなった伝説のアイドルであり、「全盛期の時の自分だけを覚えていてほしい」という理由で大家として隠居生活を送っている。
自身が全国から選別したアイドルが出場するオーディション番組「LUMINAグランプリ」の主催者であり、モモジャンや「ReLight」を招待する。
柊 修一 (ひいらぎ しゅういち)
声 : 堀内賢雄
イベント「Lead to shine more」にて初登場。ASRUNの元プロデューサー。
ReLight
柊がプロデュースするアイドルグループ。イベント「Chase my IDEAL IDOL!」にて初登場。デビューしてからモモジャンより優先して選ばれるほどの人気を得ているが、「その人気は事務所やプロデューサーのおかげ」や「裏では仲が悪い」といった黒い噂も絶えない。
榎崎 あかり（えのさき あかり）
声 : 三川華月
「ReLight」のメンバー、MORE MORE JUMP!を尊敬している。
椿木 千晴（つばき ちはる）
声 : 立花日菜
萩山 結雨（はぎやま ゆう）
声 : 若山詩音
「ReLight」のメンバー、イベント「Grow glorious glow」では雫と共に化粧品メーカーのCM出演のオーディションに合格し、共演を果たす。
ひかりん
声 : 芹澤優
イベント「Cheer with my Heart!」にて初登場。立ち絵はない。
「LUMINAグランプリ」の出場アイドルの一人。『「キラリ星」から来た妖精』というキャラ付けでソロ活動している電波系アイドル。かつては地下アイドルで優等生キャラを演じていたが、目立てずに引退した過去があった。

### Vivid BAD SQUADの関連人物
白石 謙（しらいし けん）
声：中村大志
杏の父親であり、伝説のライブ『RAD WEEKEND』を開催したミュージシャン『KEN（ケン）』。43歳。その伝説は現在も語り継がれており、謙が経営するライブカフェ＆バー『WEEKEND GARAGE』には、かつての仲間や謙に会うために客が集っている。常連には「謙さん」と呼ばれている。妻(名前は由佳)は学校教師で料理は下手らしい。
彰人や冬弥にとってはもう一人の父親というべき立場であり、こはねも含め、4人の活動を見守っている。杏の幼馴染である遥とも面識がある。
『RAD WEEKEND』を目指す若者がいることを嬉しいと思っているが、一方で、「過去や記憶はいつの間にか美化されていく」「俺たちにその気がなくても、誇張され真実からかけ離れていく」と彰人に話しており、その言葉を理解ができなかった彰人に「そのうち分かるときがくる」と話している。また、目標は人を惑わすこともあると考えており、彰人に「そればかりに囚われるな」と忠告している。
好きな食べ物は肉料理全般。嫌いな食べ物は梅干し。趣味は釣り。
三田 洸太郎（みた こうたろう）
声：峯田大夢
彰人や冬弥の同業者であり、同じストリートで活動しているミュージシャン。17歳。ユニットストーリーでは『ミュージシャン』と表記されるのみであったが、イベント『STRAY BAD DOG』で名前や過去が明らかとなる。
ミュージシャン・KENのことを尊敬しており、彰人たちBAD DOGSの実力も評価している。一方で、KENの娘である杏に対しては親の七光りで脚光を浴びていると感じており、彼女やこはねを陥れるためにライブを妨害。VividsとBAD DOGSが対立するきっかけを作る。
後にVividsのライブを見てその実力を見せつけられた後は彼女たちに謝罪。妨害にBAD DOGSは関係ないことを打ち明け、自身も真っ当に頑張っていくことを伝えた。
その後のイベントストーリーにも登場しており、彰人から「Vividsには謝罪したのにBAD DOGSには謝罪に来ていない」ことについて咎められた際には、「半端な音楽をやっているうちは2人に顔を合わせられない」と考えていたことを明らかにし、音楽と改めて向き合っていることが明らかとなった。『STRAY BAD DOG』では自身の参加するイベントに単独で出場していた彰人の様子を心配し、冬弥たちに相談しに来ている。Vivid BAD SQUADの活動を応援しており、現在はライバルでありながら良好な関係を築いている。彰人と冬弥とはほぼ同時期に活動を始めており、BAD DOGS結成前の彼らを知る数少ない人物。
好きな食べ物はイチゴ、嫌いな食べ物はイチゴ風味の食べ物や飲み物。趣味はソシャゲ。
青柳 春道（あおやぎ はるみち）
声：小野健一
冬弥の父親。53歳。世界的にも有名なクラシック音楽家・作曲家としてその名が知られており、冬弥の兄二人も彼から教育を受けてクラシックの道を歩んでいる。
クラシックは人生を豊かにするという信念を持ち、それを疑わず冬弥が幼い頃からクラシックの英才教育をおこなっていた。その厳しい教育により冬弥との親子関係に亀裂が入る。
ストリート音楽を「遊び」と切り捨て、その音楽を続けている冬弥と長らく衝突していた。しかし、後に父親が「クラシックの良さを冬弥に知ってほしい」という願いから教えていたことに気が付いた冬弥は、自身の本当の想いを春道に告げる。その後、春道はこっそりと冬弥のライブを見に行っていたようで、ストリート音楽への理解は得られなかったが、2人の間にあったわだかまりは少しずつ解消されている。
好きな食べ物はクッキー、嫌いな食べ物はフォアグラ。趣味は音楽鑑賞。
小豆沢こはねの父親
声 : 小野塚貴志
こはねの父親。立ち絵はない。眼鏡をかけている。蛇のパール伯爵を飼っており、こはねと共に世話をしているほか、カメラが趣味であり娘のこはねも影響を受けている。
こはねのやることには反対せずに応援していたが、ライブハウスに一人で出入りするこはねを心配し、一時はライブハウスに通うことに難色を示していた。しかし、こはねから「ライブを見て決めてほしい」と招待され、実際に娘の歌声や会場の雰囲気を感じ取ったことで娘の活動継続を認めた。
遠野 新（とうの あらた）
声：柳晃平
イベント『STRAY BAD DOG』より登場する男性ソロミュージシャン。19歳。人当たりがよく物腰柔らかい性格にみえるが、音楽に対してストイックであり、正確でありながらも厳しい批評をする。
高い実力を誇り、その歌声は彰人でさえ『RAD WEEKEND』の時に近い感情を思い出すほど。『RAD WEEKEND』を実際に見た観客のひとり。Vivid BAD SQUADと同様に『RAD WEEKEND』を超えるイベントを目指しており、現在、その夢に一番近い人物と言われている。3年ほど修行として海外を拠点に活動していたが、イベント『STRAY BAD DOG』より渋谷へと拠点を移す。ライブの後はチョコパフェを食べる習慣がある。
Vivid BAD SQUADのことも注目しており、当初は実力はまだまだでも個々では今後に期待が持てる旨の評価をしていた。しかし、彰人に対しては「君が1番おもしろくない」と厳しい言葉を投げかける。
その後、とあるイベントで彰人と再会。そこで彰人の歌声を聞いて彼の本気を認め、自身も本気の歌唱で答える。その歌声に彰人は負けを認めるも、直後に乱入してきたVivid BAD SQUADのメンバーの歌を聞き、彼らの実力を認め自ら「今回は引き分け」「良い歌だった」と評した。その後、彰人にVivid BAD SQUADとの再戦を約束する。
実は本人は『RAD WEEKEND』への思い入れはそこまで強くなかった。彼がこのイベントを超えることを目指したのは、彼を音楽の世界に誘った相棒の夢であったから。彼と一緒に夢を追いかけ、「こいつと一緒に夢を叶えられたら最高だろうな」と思い始めた矢先、その相棒が交通事故に巻き込まれ麻痺による後遺症により歌うことができなくなってしまう。その後、色々なことがあり彼は相棒の想いを背負い『RAD WEEKEND』を超える覚悟を決めた。
好きな食べ物はチョコレートパフェとオムライス、嫌いな食べ物は納豆。趣味は写真であり、ミニポラロイド系カメラを愛用している。
古瀧 大河（こたき たいが）
声：平林剛
こはねがソロでイベントに出た際に彼女の前に現れた謎の男。43歳。「RAD WEEKEND」のことに詳しく、こはねの歌の実力を認めるも、RAD WEEKENDを超えるためのアドバイスとして「嬢ちゃんが自分とまっすぐ向きあえるようになれば、もっと化ける」と言葉を残しその場を去っていった。後に、こはねがアドバイスや杏の言葉を胸に覚醒した際にも観客としてライブを見に来ており、こはねの姿を見てRAD WEEKENDを超える可能性を認めるも「今の力を自分のものにするには、まだ時間が必要」とも考えている。
こはね曰く印象は「大柄で少し怖そうな雰囲気」「声が低い」「杏の父に似ている」。その話を聞いた杏は一人だけ心当たりを思い浮かべるも、「この町にいるわけがない」と否定していた。本人は「RAD WEEKEND」に参加した経験がある。
イベント『Bout for Beside You』にて、正体は謙のかつての相棒で、彼と妹の凪の3人で『RAD WEEKEND』を企画した発起人の一人。『RAD WEEKEND』後はアメリカにわたっており、一部では謙との間で何かがあったと言われていた。実際には2人の関係は現在も良好である。妹の凪については「どこかで今も歌っている」と話しているが、謙も含め彼女のことは話したがらない様子をみせている。現在は『WALKER』として活動しており世界的に有名なアーティストの一人となっている。
杏とは彼女が幼い頃からの付き合い。遠野新とも交流があり、彼と正面から対決をして圧勝するほどの実力者。普段は誰かに歌を教えることは一切ないが、こはねに興味を示し彼女を弟子にする。以降はこはねに通常の歌唱の指導とは異なる少し変わった方法で定期的に歌を教えている。
好きな食べ物はウイスキー、嫌いな食べ物はつぶあん。趣味はツーリング。
翔太（しょうた）
彰人が小学生の時に所属していたサッカーチームのチームメイト。チームメイトだった頃は彰人に元気付けられていたが、彰人がチームを辞めてからは話す機会がなく離れ離れとなる。
兄の手伝いで『シブヤ夏祭り』の実行委員を務めており、そこに出場するアーティストを探す際に偶然「BAD DOGS」のライブを見て彰人と再会。彼に夏祭りへの出演を依頼する。彰人たちへ依頼した理由は、アマチュア部門のトリとして歌唱力のあるユニットのパフォーマンスで締めたいと考えていたため。
古瀧 凪（こたき なぎ）
声：大井麻利衣
古瀧大河の妹で、Nagi名義で活動していたミュージシャン。年齢不詳。KENと大河の3人で『RADder』というユニットを組んでいた。その実力の高さとカリスマ性から高い人気を誇り、杏にとっても憧れのミュージシャンであった。『RAD WEEKEND』開催後は海外へ行ったらしいが、謙と大河は杏達を含めた周囲にははぐらかしている。
イベント「Light Up The Fire」では既に膵臓癌で亡くなっていたことが謙から語られた。妹のように接してきた杏を含め、若い世代達を悲しませないために自らの死を隠していた。好きな食べ物は美味しいコーヒー、嫌いな食べ物はトマト（杏の前ではちゃんと食べる）、趣味はツーリング。
宮田 颯真（みやた そうま）
声：岩中睦樹
遠野新と相棒であった男性。イベント「THE POWER OF UNITY」より登場。19歳。
新に｢RAD WEEKEND｣を超える夢を語り、彼を音楽の世界に引き入れた張本人。しかし交差点に侵入してきた車にはねられ、身体に麻痺が残る重傷を負ってしまう。この事故でベッドに座っているだけでもふらついてしまうほどの後遺症が残り、歌を続けることが困難となってしまった。颯真の夢は新が追い続けているが、颯真は彼のことを「相棒」ではなく「親友」と呼ぶようになった。
体調の回復に伴いシブヤの病院に転院。そこで新のほか、彰人と冬弥に出会う。彼らの前では明るく振舞い、ビビットストリートで歌っている彰人たちの話を目を輝かせて聞いていたが、自身のことを「親友」と紹介された新は複雑な表情を浮かべていた。好きな食べ物は甘い卵焼き、嫌いな食べ物は特にない、趣味は民族音楽を聞く（新がアメリカを旅立ってから、海外の音楽をよく聴くようになった）。
岡崎 達也 (おかざき たつや)
声：高橋理勇
ユニット「EVER」のリーダー。22歳。イベント「いつか、背中合わせのリリックを」より登場。当初は名前もボイスもなく、「EVERリーダー」という表記のみだったが、「THE POWER OF UNITY」にて名前が判明し、Live2Dとボイスも追加された。
結成当初からライブハウス、「STEY GOLD」でVivid BAD SQUADと争っていた経歴があり、共に「RAD WEEKEND」を超える目標を掲げている、根は優しく情に厚い。好きな食べ物はイカの刺身、嫌いな食べ物は激辛の食べ物（普通に痛いから）、趣味はバイクと釣り。
ビビ
「青空に願うユア・ハピネス!」より登場。ビビットストリートに住み着いている野良猫。歌が上手い人の前には立ち止まって聴いてくれる反面、気に入らないとスルーしてしまうことから、「ビビに聴いてもらうことが、若手が一人前になる第一歩」と言われており、『音楽がわかる猫』とも呼ばれている。
スレイド、セドリック
声： 島﨑信長 (スレイド)、岡本信彦(セドリック)
イベント「Rekindle the flame」にて初登場。Vivid BAD SQUADが主催したイベント「RAD BLAST」を見にアメリカから来日した双子の兄弟。幼少時代は貧しい生活を送っており、大河達に対してスリを行うも未遂に終わり、凪に説得された上でライブに招待されたことで音楽への道を歩むようになる。
エレナ、レベッカ
声：安済知佳(エレナ)、山根綺(レベッカ)
イベント「Aim higher and higher！」にて初登場。姉妹2人で、「illys」というユニットとしてニューヨークを中心に活動している。

### ワンダーランズ×ショウタイムの関連人物
着ぐるみ
声：下鶴直幸
えむのSP兼お世話係をしているフェニックスワンダーランドのキャストの一人。いつも「ポチ公くん」の着ぐるみを着ている。えむのボディーガードや劇のキャストなど、多様な活動をしている。えむのことを大事にしており、経営者側の判断より、えむのためになることを一番に優先する。
好きな食べ物はだし巻き卵と枝豆。嫌いな食べ物はシュークリーム。趣味は筋トレ。
うさぎのぬいぐるみ
声：秋奈
ワンダーランドのセカイにいる人形たちのひとつ。その正体は咲希の持っていたぬいぐるみ。司はそのことを忘れていたが、後に交流を通じて思い出すことになる。足の裏に「さき」の名前が刺しゅうされている。一人称は「ワタシ」。趣味はセカイにいるお花たちと歌うこと。
青龍院 櫻子（せいりゅういん さくらこ）
声：東城日沙子
フェニックスワンダーランドで一番人気の劇場「フェニックスステージ」を代表する歌姫。17歳。その歌声はライバルであった寧々たちですら驚きを隠せないほどの実力の持ち主。自身の劇団や歌声に誇りを持っており、当初はワンダーランズ×ショウタイムと対立していた。
感受性が豊かで相手を見下したり嫌味な発言をすることもあるが、相手の実力を冷静に見極めており、良いと感じたことは敵であっても素直に褒めるなど嘘はつかない性格。寧々についても当初は嫌味な発言を向けていたが、それは寧々の歌に対する欠点に気が付いていたからであり、後に彼女の成長した歌声を聞いてその実力を認めている。
経営方針の変更について違和感を持っており、ワンダーランズ×ショウタイムの計画に賛同。フェニックスワンダーランドのスタッフ全員を繋ぎとめる重要な役割を果たす。これは、幼い頃、フェニックスワンダーランドでみたショーを見てショーキャストを志した経緯も関係している。
好きな食べ物はロールケーキ、嫌いな食べ物はこんにゃく。趣味は太極拳。
鳳 楽之介（おおとり らくのすけ）
声：蓮岳大
えむの祖父でありフェニックスワンダーランドの創設者。ユニットストーリーより約1年前に他界している。享年98歳。
えむにとっての根幹を築いた人物であり、楽之介の大好きだった遊園地を残すことがえむの目的の一つになっている。かつて、ショーコンテストが行われようとした際には「ショーは1番なんて決めなくていい。みんな違ってみんないい」と開催を中止した過去がある。そのため、楽之介の亡き後にショーコンテストを改めて開催することが決まったことに、えむは複雑な感情を抱いている。好きな食べ物は鯛焼き、嫌いな食べ物はシュールストレミング（臭くてびっくりした）、趣味は楽しいこと探し。
鳳 幸之介（おおとり こうのすけ）
声：相沢まさき
えむの父。楽之介の亡き後、現在のフェニックスワンダーランドの会長兼経営監査を務めている。55歳。えむの「ワンダーステージの取り壊しを中止してほしい」という願いに対して猶予を与えるなど、えむたちに対して公平な立場をとっている。
好きな食べ物は縁日のりんご飴、嫌いな食べ物はス―ス―する飴。趣味はクロスワード。
鳳 慶介（おおとり けいすけ）
声：花田光
鳳家の長男で、えむの長兄。30歳。フェニックスワンダーランドの運営会社の社長で経営を担当している。
集客率の減っているフェニックスワンダーランドの経営改善のため、アトラクションの新設や取り壊しを行っているほか、他の企業とキャラクターライセンスに関する提携を結ぼうとしている。昔のままの遊園地を守りたいえむの想いに対しては理想でしかないと考えている。実際には本人もその理想を守りたいと思っており、えむの思い描く理想の形に向けてまだやりようがあったのではと後悔もしていた。
好きな食べ物はアジのひらき、嫌いな食べ物はチョコレート。趣味は数独。
鳳 晶介（おおとり しょうすけ）
声：伊丸岡篤
鳳家の次男で、えむの次兄。27歳。フェニックスワンダーランドの専務。
えむの訴える理想については疎ましくさえ思っており、その態度から彼女たちとの対立の火種を生み出している。これは、自分たちもその夢を切り捨て、フェニックスワンダーランドのために経営方針の転換をやらざるをえなかった責任感からきているところもある。
好きな食べ物はアメリカンドッグ、嫌いな食べ物はピーマン。趣味は腕時計のコレクション。
鳳 ひなた（おおとり ひなた）
声：森谷里美
鳳家の長女で、えむの姉。大学に通う学生。20歳。子供に関する職に就くために大学で勉強している。遊園地経営にはあまり興味がない。
心優しい性格で、えむの悩みにも耳を傾ける。えむと同じくアトラクションの取り壊しには乗り気ではないが、一方で兄たちの立場や経営改善の必要性も理解している。
好きな食べ物は桃、嫌いな食べ物は特になし。趣味はソフトボール。
ジャン・ライリー
声：樫井笙人
ライリー・エンターテインメントの社長。54歳。世界的に有名なキャラクターコンテンツIPを管理している大企業の社長でもある。仕事の際の一人称は「私」。プライベートでは「僕」。
業務提携の視察のためフェニックスワンダーランドを訪れた際に、司たちが企画した大規模なショーを見て「この場所から生まれるショーをもっと見てみたい」と感動する。そして「我々もここの仲間に加えてほしい」と業務提携を許諾する。かつては自身もショーキャストを志した時代があった。また、フェニックスワンダーランドの創設者である鳳楽之介に恩がある。
好きな食べ物はお好み焼き、嫌いな食べ物は卵かけご飯。趣味は相撲観戦。
風祭 夕夏（かざまつり ゆうか）
声：竹内恵美子
寧々の憧れている舞台女優。31歳。10年前に寧々と類が彼女のショーを観に行ったことがあり、そこで演じた「人魚姫」の歌声に魅せられたことが寧々が芝居の世界に憧れるきっかけとなる。
高校生の頃に初めてみたショーに影響され卒業後に上京。その後、オーディションで抜擢された初主演作が寧々の観た人魚姫だった。その後も日本で活躍するが、「もっと大きな舞台で活躍したい」と考えた夕夏は仲間たちと別れてアメリカへ活動の拠点を移すことになる。異国の環境で紆余積極もあったが無事成功を収めた彼女は、日本での公演で偶然寧々と出会い彼女のショーを見ることになる。そこでかつての自分を思い出した夕夏は寧々に自分は今の道に進んで後悔はしていないことを話した。この会話は寧々が自身の将来を考えるきっかけとなる。好きな食べ物はアジフライ、嫌いな食べ物はフィッシュアンドチップス（アジフライを期待して食べたが違った）、趣味はサイクリング。
玄武 旭 (げんぶ あさひ)
声：石川界人
イベント『カーテンコールに惜別を』にて登場。世界トップクラスのショー「東京アークランド」の一員である男性。18歳。司たちワンダーランズ×ショウタイムのファンでもある。好きな食べ物は肉、嫌いな食べ物はサワークラフト、趣味は子供向けの絵本作り。
天満 星一 (あまみ せいいち)
著名な役者で司の憧れのスター。イベント「天の果てのフェニックスへ」にて初めてその存在が語られた。舞台『ハッピーフェニックス』にて主人公のリオ役を演じており、後に司も彼と同じ役を勝ち取っている。演技は勿論、ダンスや歌の技術も高く、世界中で多くの賞をもらっている。また、日本人でブロードウェイの主演をやったことのある数少ない人物。最近では演出・脚本も手掛けており、そちらも高く評価されている。風祭夕夏とは旧知の仲で、彼女と共に司達が出演する舞台を鑑賞した。
獏野 歴（ばくの れき）
声：松岡禎丞
イベント『君が主役の物語を』にて登場した舞台俳優。人見知りで内気な性格だが、演技力が高く、司達に衝撃を与えた。幼少期は両親が不仲だった事もあって一人で過ごすことが多く、寂しさを紛らわせる為に「創作の人物」を作って会話するようになった。そのうち周りの人達の感情や考えをノートに書き込むようになる。
「脇役達にもちゃんと人生がある事を知って欲しい」という考えから映画の主演オファーを断っていたが、司達との交流によって主役も演じる決心がついた。
榊 黄龍（さかき こうりゅう）
声 - 松風雅也
イベント『逆光のレンズフレア』にて初登場。類が大原監督（声 - 伊藤健太郎）と話をしているところに現れた謎の男。その正体は最年少ながらも賞を受賞し、現在は日本を代表する天才演出家。
鬼島 大吾 (きじま だいご)
声 - 神尾晋一郎
イベント『perspective for Smile』にて登場。劇団三日月組の座長でえむの兄、晶介とは大学の同期。
白虎町 涼（びゃっこまち すず）
声 - 田所あずさ
イベント『The Power of Regret』にて初登場。森ノ宮音楽学園の理事長（声 - 飛田展男）の娘。女子部の生徒で級長を務めている。

### 25時、ナイトコードで。の関連人物
宵崎奏の父親
声：うさみ航
奏の父で作曲家。46歳。妻は既に他界している。
作曲家として企業CMなどの音楽を手掛けており、男手一つで奏を育てた。しかし、ユニットストーリーの2年前、CMコンペ用の楽曲制作に煮詰まってしまい奏にアドバイスをもらった際に、奏が曲にアレンジを加えたものがコンペに採用され、その結果、彼の作曲部分は使われたなかった。このCM以降、作曲の仕事依頼は増えるも曲作りに悩むようになり、受託先から彼の曲を古臭いと嗤われたことや奏が父に宛てた曲が追い打ちとなり、ついに倒れてしまう。奏の早急な対応で助かるも、記憶障害に陥り現在も入院している。この事件が奏にとってトラウマとなり、現在も呪いのように彼女を蝕んでいる。
奏が現在使用している作業部屋は、本来は父親が作曲をしていた部屋である。
好きな食べ物は茄子のおひたし、嫌いな食べ物はカニ、エビ。趣味は映画鑑賞。
宵崎奏の母親
声：山本亜衣
奏の母親で本編開始時点で故人。享年30歳。「いつか見た夢を」 サイドストーリーにて人物像の一部が語られたほか、イベント『カーネーション・リコレクション』の過去回想でその容姿と家族との関わりが明かされた。
家族思いの優しい女性。病弱のため入院することが多く、奏に心配をかけないように無理に笑っている時期もあったが、それでも病室で奏の父親のオルゴールを聴いていた時は心の底から笑顔になれていた。オルゴールの曲は夫婦で初めて旅行に行った際に奏の父が彼女のために作ったもの。二人で見た沢山のランタンが空に飛んでいく景色があまりにも綺麗であったため、この時の気持ちをいつでも思い出せるように作られた。
奏の父の作る曲が好きで、彼の曲を聞くと自然と笑顔になっていた。彼女の笑顔は、奏が音楽で何を伝えたいのか、その想いの原点となっており、まふゆにも自身の母のように笑ってほしいと願っている。
奏が幼い頃に病気のため他界。白のカーネーションが好きであり、彼女の葬式では棺の中にカーネーションが入れられた。奏は葬儀の日のことは曖昧にしか覚えていないが、雲一つない綺麗な空に一筋の煙が昇る光景は鮮明に覚えている。
好きな食べ物は揚げ出し豆腐、嫌いな食べ物はゴーヤ。趣味はガーデニング。
朝比奈まふゆの母
声：豊口めぐみ
まふゆの母。41歳。ストーリーの序盤からまふゆとの会話などで度々登場していたが、イベント「イミシブル・ディスコード」にて容姿が判明した。その性格は瑞希曰く「価値観をナチュラルに押し付けてくるタイプ」であり、まふゆを自分たちが良いと思った道へ進ませようとしている。そのため、まふゆのやりたいと思ったことに対して、自分の意向と違うものは全て切り捨て、娘の意思を否定している。娘の思いより自分の思いで、自分の思いを通させるためには娘の私物を勝手に使用したり、大事なものを壊したり、自ら泣いたりして、必ず思いを通させようとする。この母による呪縛により、まふゆの人格は大きく変化していくことになる。好きな食べ物はケーキ、嫌いな食べ物はジャンクフード、趣味は料理。
朝比奈まふゆの父
声：新垣樽助
まふゆの父。眼鏡をかけた温厚な男性。本格的な登場はイベント「水面に影を探して」より。仕事が忙しく、まふゆのことは母に任せきりで家庭事情を知らず、まふゆのことを心配している。
東雲 慎英(しののめ しんえい)
声：星野貴紀
絵名、彰人の父親で著名な画家。48歳。彼の絵はこはねもよく知っているほど。
画家を目指す絵名に対し「お前には才能がない」と冷たく接したことで親子関係に亀裂が入り、以降は絵名から会うたびに激しく拒絶されるほど親子仲は悪化した。しかし彼としては、自分のような苦しく厳しい人生を歩めるほど絵名は強くないと考えたため「才能がない」と伝えただけであり、決して絵を描くことを否定はしなかった。後に、彰人より「画家としては正しいが、父親としては正しくない」と論されたことをきっかけに、絵名に父親としての言葉をかけている。
好きな食べ物はパンケーキ、チーズケーキ。嫌いな食べ物はにんじん。趣味は家族とのキャンプ。
雪平 実篤（ゆきひら さねあつ）
絵名が小学生から中学2年生まで通っていた絵画教室の講師。世間でも有名な画家であり、辛口な講評で知られている。絵名の父の友人でもある。
絵名の絵の欠点に当時から気が付いており、講評の際にその問題点について指摘したが、その時の絵名は父親に自身の絵を否定されたばかりで精神状態が不安定であり、雪平の講評が彼女をさらに追い詰めてしまう。結果として絵名はその日を最後に教室を辞めてしまう。
その後も絵名のことを気にかけていた様子で辞めてからしばらくは連絡を入れたり講習会の手紙を出したりしていた。そして2年後、絵名が再び絵画教室に復学した際にも彼女の絵に厳しい講評をしたが、同時に彼女の欠点を伸ばすための助言もしている。また、2年前の彼女の絵に関しても覚えていた。
夏野 二葉（なつの ふたば）
声：石見舞菜香
絵名の絵画教室時代の友人。17歳。心優しくお淑やかな性格をしており、絵名も彼女のことは「二葉」と呼んで親しくしていた。
当初、絵の腕前は絵名より低かった。しかし、徐々にその才能を開花させ、絵名が教室を辞める直前には普段、誰かを褒めない雪平がその絵を褒めるほどに成長した。
2年後も変わらず教室に通っており、教室のロビーに絵が飾られるほどの評価を受けている。また、東京美術大学を目指しており、そのために毎日教室に通っている。絵名との再会には心から喜んでおり、また以前のような関係に戻りたいと思っている。
実は初めて会った時から絵名の絵に惹かれており、現在の彼女の技術が自分より劣っていることを認めながら、それでも彼女に絵を続けてほしいと思っている。好きな食べ物は絵画教室の帰り道にあるお店のパンケーキ、嫌いな食べ物はしょっぱいもの、趣味はマスキングテープ集め。
暁山 優希（あきやま ゆうき）
声 - 松井恵理子
イベント『そしていま、リボンを結んで』にて登場。瑞希の姉。22歳。海外でデザイナーとして活動している。いつも瑞希の背中を押してくれる優しい姉。日野森志歩が姉の雫のプレゼントを選ぶ時に手伝ったことがある。好きな食べ物はハワイアンピザ、嫌いな食べ物は牛タン、趣味は可愛いボタン集め。